# Sanok
Sanok (także: Królewskie Wolne Miasto Sanok, łac. Sanochia) – miasto powiatowe w Polsce w województwie podkarpackim. Położone w dolinie Sanu, w Kotlinie Sanockiej, w Euroregionie Karpackim. Wchodzi w skład powiatu sanockiego, jest także siedzibą gminy wiejskiej Sanok, jednak do niej nie należy.
Sanok jest jednym z najdalej wysuniętych na południowy wschód ośrodków miejskich Polski i odznacza się rozwiniętym przemysłem chemicznym. Powiat sanocki należy wraz z powiatem krośnieńskim, gdzie znajduje się najstarsza kopalnia ropy naftowej na świecie w Bóbrce, do najwcześniejszych ośrodków górnictwa naftowego, ponieważ rafineria oraz kopalnie ropy naftowej istniały tu przed rokiem 1884. Odbywają się tu imprezy kulturalne, sportowe i rozrywkowe o charakterze krajowym i europejskim. Patronem miasta jest Archanioł Michał, a od roku 2006 również św. Zygmunt Gorazdowski.

## Geografia miasta

### Położenie

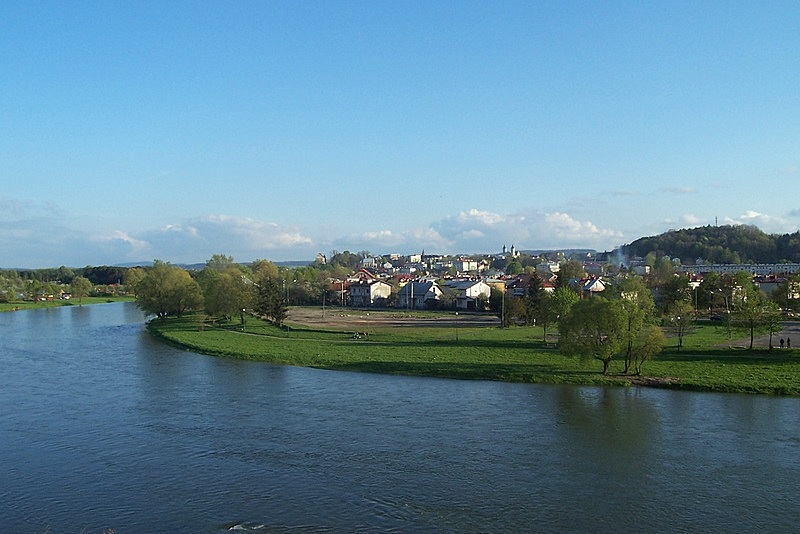
Rzeka San i widok na miasto z Białej Góry

Miasto położone jest w dolinie Sanu, na terenie Kotliny Sanockiej, u podnóża Gór Słonnych i Pogórza Bukowskiego w Euroregionie Karpackim. Sąsiednimi gminami są Sanok (gmina wiejska), Zagórz
Według stanu na 1 stycznia 2013 r. powierzchnia miasta wynosiła 38,08 km².

## Flora i fauna

### Środowisko naturalne
Sanok leży w strefie klimatu górskiego. Cechą charakterystyczną są tu porywiste ciepłe wiatry zwane fenami, wiejące od południa poprzez Przełęcz Dukielską oraz Łupkowską. Najkorzystniejsze warunki klimatu od strony Pogórza Bukowskiego mają stoki o nachyleniach powyżej 5% przy ekspozycji do słońca od strony południowej, południowo-wschodniej i południowo-zachodniej. Jako dobrze nasłonecznione tereny te mają bardzo korzystne warunki termiczno–wilgotnościowe odpowiednie dla osadnictwa i rolnictwa. Okres zalegania pokrywy śnieżnej waha się w granicach 60–80 dni.
Najpogodniejszymi okresami w roku są koniec lata i jesień. Zima jest okresem o największym zachmurzeniu. Średnia roczna temperatura wynosi +8 °C, średnia stycznia –3 °C, średnia lipca +18 °C W całym powiecie sanockim średnia temperatura najchłodniejszego miesiąca stycznia waha się od –2,5 do –3,5 °C, najcieplejszego miesiąca lipca od +17,0 do +17,9 °C. Czas trwania zimy od 80 do 90 dni, a lata od 75 do 99 dni. Dni pochmurnych jest od 100 do 145 dni, a pogodnych od 55 do 63 dni. Pokrywa śnieżna od 30 do 35 dni. Opady roczne od 750 do 780 mm. Długość okresu wegetacyjnego wynosi około 200 dni.

### Rośliny i zwierzęta
Różnorodność szaty roślinnej w Sanoku charakteryzuje się składem gatunkowym zbliżonym do lesistych zboczy Gór Słonnych – widocznej w mikroskali na terenie parku miejskiego. Drzewostan ten w dużej mierze zdominowany jest przez trzy gatunki – jesion wyniosły, grab zwyczajny oraz lipę drobnolistną. Pozostałe gatunki to m.in. klony, wiązy, dęby, modrzew europejski, buk zwyczajny, wierzba iwa, oraz jarząb pospolity. Okalające Sanok (Olchowce, Posada) od południa i wschodu Góry Słonne są gęsto porośnięte naturalną dla tego rejonu buczyną karpacką.
W okresie lęgowym obszar ten zasiedla kilka par orła przedniego, puszczyka uralskiego, orlika krzykliwego, oraz bocian czarny, bocian biały, bielik, gadożer, orlik grubodzioby, orzełek włochaty, rybołów, jarząbek. Większe zwierzęta drapieżne reprezentują takie gatunki jak lis, bóbr i wydra
Z bezkręgowców w parku miejskim napotkać można liczne cieniolubne chrząszcze z rodziny biegaczowatych, w tym z rodzaju Carabus, będące pod ochroną. Liczne gatunki motyli z rodziny rusałkowatych oraz bielinkowatych. Centralna część obszaru miasta usytuowana jest w zasięgu korytarza ekologicznego rzeki San, która dzieli Sanok na część wschodnią i zachodnią.
Niektóre monumenty upamiętniające ważne dla miasta rocznice i postaci to drzewa. Pierwszą wzmiankę o Sanoku z 1150, w 850. rocznicę powstania grodu upamiętnia lipa szerokolistna, surmia o imieniu „Jerzy” – Jerzego II Trojdenowicza piastowskiego księcia, który nadał Sanokowi prawa miejskie w 1339, zaś miłorząb „Bartko” – pierwszego zasadźcę. Pomniki drzewa znajdują się w ogrodzie Biblioteki Miejskiej. Do współczesnych wydarzeń nawiązuje klon pospolity w odmianie czerwonolistnej o imieniu „Karl”, który jest pamiątką dziesięciolecia partnerstwa Sanoka z niemieckim miastem Reinheim – tak miał na imię ówczesny jego burmistrz Karl Hartmann.

## Historia miasta

### Nazwa
Na tle ruskiego i neutralnego nazewnictwa Sanok jako miano recypientu Sanu, ze względu na swoją strukturę morfologiczną, tj. sufiksalne -ok – podobnie jak Wisłoka, Wisłok nazwy odnoszące się do dopływów Wisły – wyznaczają kierunek hydronimów, ciążących ku terenom zachodniosłowiańskich nadwiślańskich Wiślan. W uzasadnieniu tezy o zachodniosłowiańskim charakterze regionu sanocko-przemyskiego możliwe jest również wykorzystanie i to przede wszystkim miana osi tego regionu – rzeki San, której nazwa w wersji ruskiej Sjan stanowi według Mikołaja Rudnickiego pożyczkę zachodniosłowiańską z przegłoszonym ě wobec prasłowiańskiego Sěnъ, jednocześnie sam rdzeń nazwy san byłby prawdopodobnie pochodzenia celtyckiego, etymologicznie oznaczającego rzekę.
Miasto położone było na pograniczu, na szlaku handlowym prowadzącym z Rusi przez Przemyśl na Węgry i potwierdzonym po raz pierwszy w 1231. W chwili wydania przywileju lokacyjnego z 1339 miasto zamieszkiwali Polacy, Rusini, Węgrzy i Niemcy, docierali na ten teren w średniowieczu także Czesi. Nazwa Sanoka wykazuje ciągłość historyczną i nie uległa zasadniczej zmianie od jej pierwszego odnotowania w 1339 (Sanak, ale w 1366 Sanok; por. Kodeks Hipacki sprzed 1430: Санокъ). Jej pochodzenia nie udało się dotąd przypisać ani do języka polskiego, ani ruskiego. Być może pochodzi z okresu poprzedzającego podział etniczno-językowy na Polskę i Ruś na przełomie X/XI wieku. We wczesnych dokumentach i późniejszych kopiach latopisów ruskich poprzedzających ustalenie się nowożytnej ortografii zachowały się różne warianty zapisu nazwy, w tym Schanok (1443, 1491), Sjanok (Сянок, 1560, 1620), a także Sannok, Sanock, Schanok, Schąnok, Szanok, Sząnok.

### Etnografia okolic Sanoka
Miasto i okolice do operacji Wisła (do 1947) leżało na obszarze, gdzie obok siebie mieszkała ludność polska i rusińska ludność łemkowska (w 1931 roku Polacy stanowili ok. 60% ludności powiatu sanockiego, a Łemkowie/Rusini ok. 33%). Ludność polska posługiwała się dialektem sanockim, będącym gwarowym wariantem dialektu małopolskiego. W gwarze tej nie występowało zjawisko mazurzenia. Dzisiaj Sanok i okolice zamieszkuje niemal w 100% ludność polska.
Według historyka Marcina Bielskiego (1551) osiedlanie kolonistów na terenie Dołów jasielsko-sanockich przypisywano już Bolesławowi Chrobremu – „A dlatego je (Niemców) Bolesław tam osadzał, aby bronili granic od Węgier i Rusi; ale że był lud gruby, niewaleczny, obrócono je do roli i do krów, bo sery dobrze czynią, zwłacza w Spiżu i na Pogórzu, drudzy też kądziel dobrze przędą i przetoż płócien z Pogórza u nas bywa najwięcej”. Ponad trzydzieści lat później, w roku 1582, kronikarz Maciej Stryjkowski napisał, że niemieccy chłopi osadzeni pod Przeworskiem, Przemyślem, Sanokiem, i Jarosławiem są „dobrymi rolnikami”. W połowie XVI wieku północna część ziemi sanockiej kolonizowana była przez osadników z Mazowsza przy udziale starosty Zbigniewa Sienieńskiego.
Osadnicy ruscy i wołoscy, jak świadczą dokumenty pisane, wchodzą masowo na te tereny dopiero w XV wieku. Od średniowiecza góry otaczające Sanok były w całości własnością kilkunastu rodów szlacheckich. Najdawniejszymi rodami byli w tych górach Balowie, Tarnawscy, Herburtowie, Kmitowie, Fredrowie, Krasiccy, i Stadniccy. Był to zakątek kraju bardzo ubogi, nie było fortun wystarczających ani na „szampana, ani na zamorskie wojaże”
W górach karpackich tylko sanockie były okolicą szlachty gniazdowej, ale już góry samborskie należały do królewszczyzn. Kolonizacja na prawie magdeburskim kończyła się na sanockim i przemyskim podgórzu, na samym pograniczu wschodnim i północno-wschodnim sanockiego wsie zakładane były na prawie wołoskim. Występowały tu również liczne „żupy solne”, z których Bojkowie rozwozili sól po całej Czerwonej-Rusi. Od drugiej połowy XIX w. rozwijał się tu przemysł naftowy.
Do 1946 r. południowo-wschodnie okolice Sanoka zamieszkane były przez Polaków i przez rusińskich Łemków. „Gdzie ich nazywano (1851), albo Sanockimi Góralami, albo też Lemkami, od przysłówka Lem, który używają, a który odpowiada co do znaczenia przysłówkowi „tylko”. Właśnie wśród tych Górali Sanockich, czyli jak ich zwać chcą Lemków, leży ponad Osławą trzy wioski w niewielkiej odległości od siebie, gdzie w jednej mówią ludzie „Lem” w drugiej „Nem” w trzeciej „Łeż”, tem samym tedy prawem można by ich nazywać Lemkami, Nemkami, i Łeżkami”. Rozproszone enklawy tej grupy pozostały do dziś w dorzeczu Osławy m.in. w Mokrem, Szczawnem, Kulasznem, Łupkowie, Rzepedzi, Turzańsku, i Komańczy. W pieśniach górali sanockich podczas sobótek słychać było słowa „Zbirała sy fijałoński, na sobitku, na winoński. W latach 1945–1950 Łemkowie zostali wysiedleni do ZSRR lub częściowo na tzw. Ziemie Odzyskane Polski. 
Sanockie było również oazą kapturowo-opończową, gdzie noszono jeżeli nie kapuzę, to peleryny, podobnie jak w krakowskich kierezyjach. Felwalteria, podobne jak opończe czarne z pąsowymi ozdobami, niekiedy połączenia białe z czarnym. Polska ludność nosiła kapuzy, dalej niż na zachodnią Ruś zwyczaj ten nie występował. Przyodziewek kobiecy to rańtuchy (velamen capitis), noszone przez dziewczyny i kobiety od Krakowa począwszy, wkładane na głowę z powagą i gracją. Na Rusi ta moda dalej nie sięgała. Chłopi spod Dynowa i Dubiecka mieli na głowach czerwoną rogatywkę krakowską z czarnym barankiem (1828), kobieta na głowie czepek zielony z wąskim czerwonym paskiem z dołu. Na szyję zarzucony na kształt szala biały rańtuch, którego końce sięgają aż do kostek, na nogach buty czarne. Chłopi spod Rymanowa i Sanoka przepasują się z wierzchu szerokim pasem z czerwonej skóry o 3 sprzączkach. Na nogach czarne wysokie buty. Kobiety opasane czerwonym pasem włóczkowym. Na głowie czepiec owinięty białą chustką. Na chustce biały rańtuch który obwija głowę i szyję. Wyroby garncarskie pochodziły z Kołaczyc, czarna ceramika z Mrzygłodu, biała z Poraża oraz inne wyroby ceramiczne z Węgier polewane i ozdobne.

Zabytki archeologiczne ze zbiorów Muzeum Historycznego w Sanoku
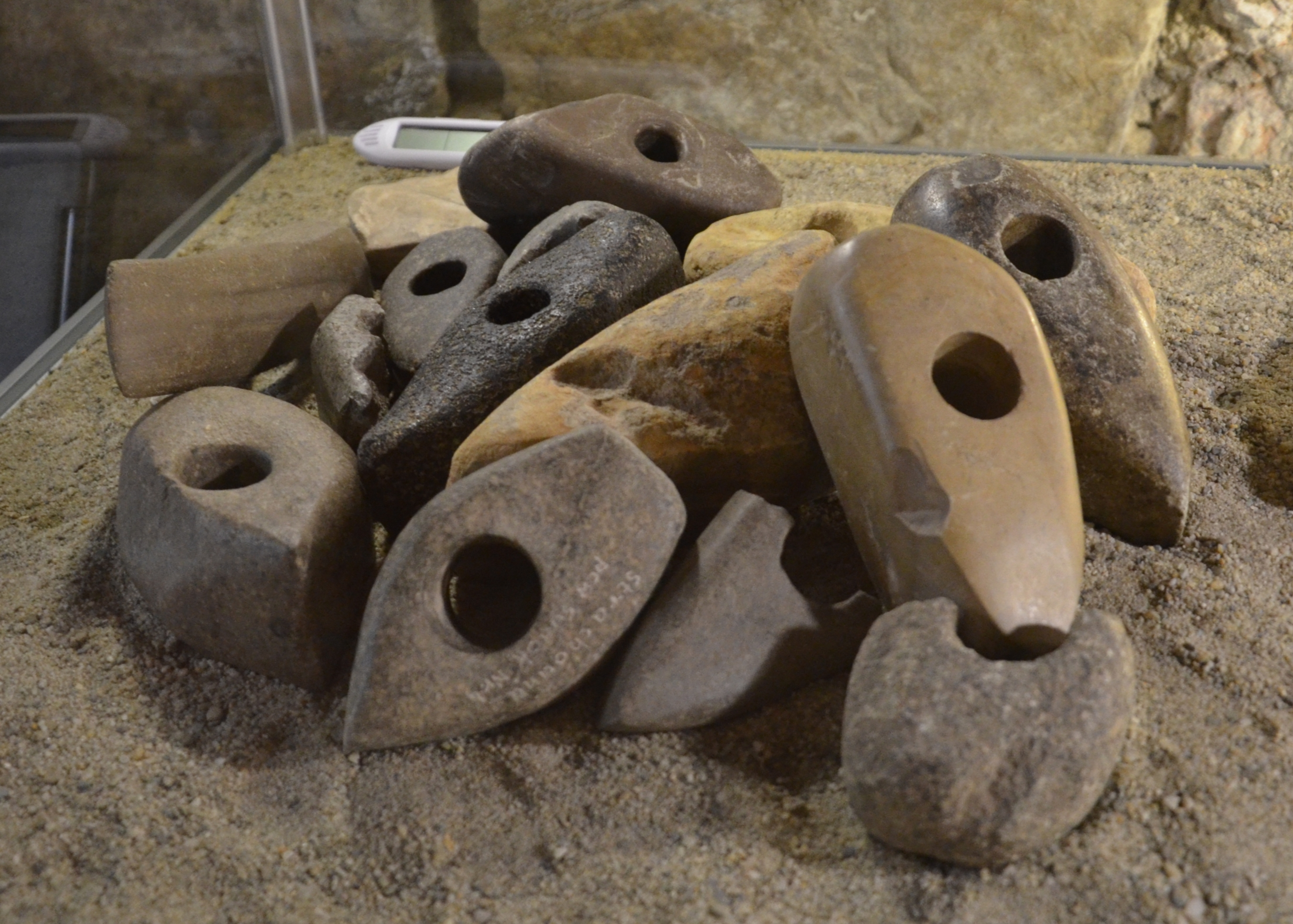
Neolityczne toporki z Sanoka i okolic
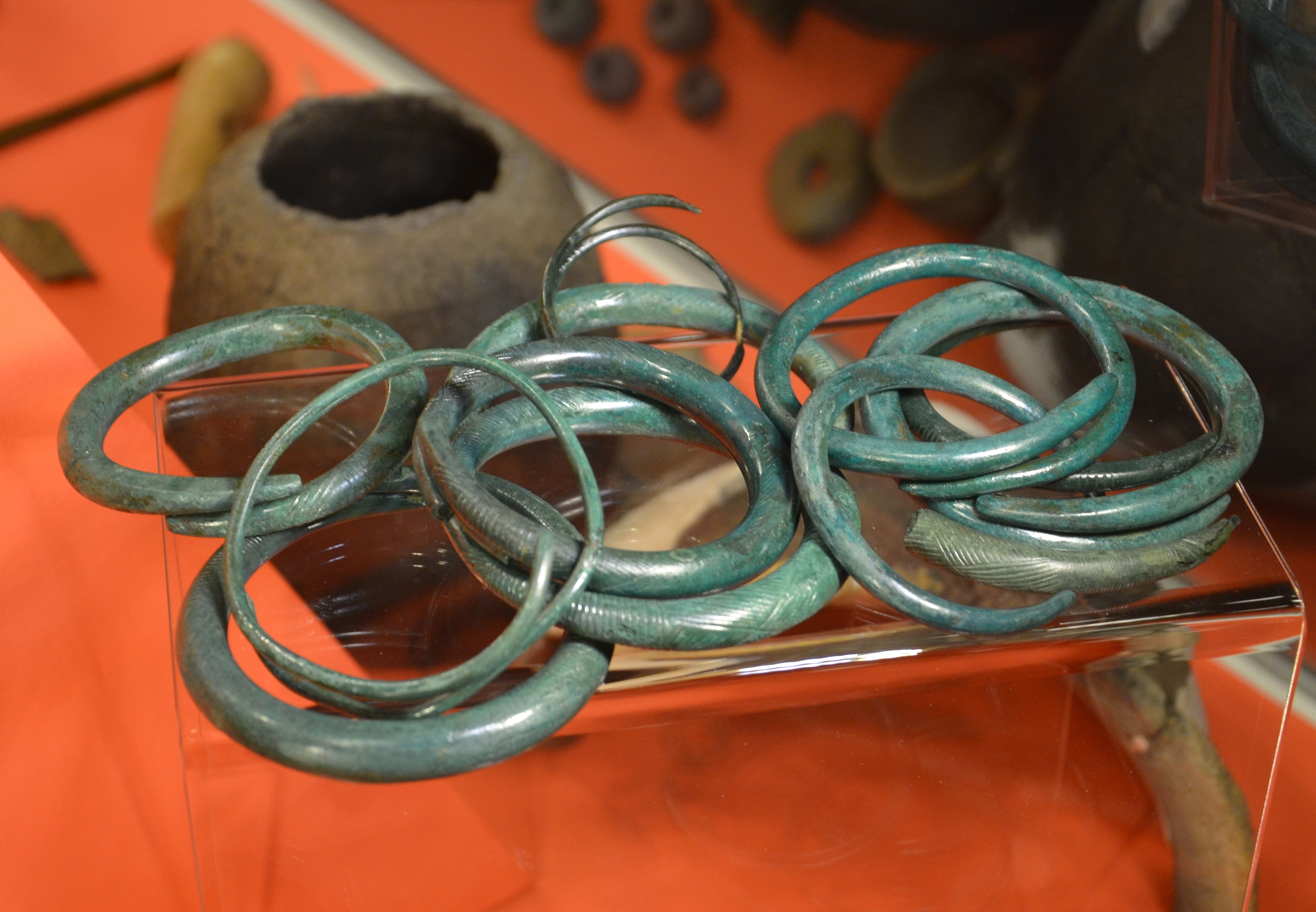
Biżuteria z epoki brązu, Srogów koło Sanoka
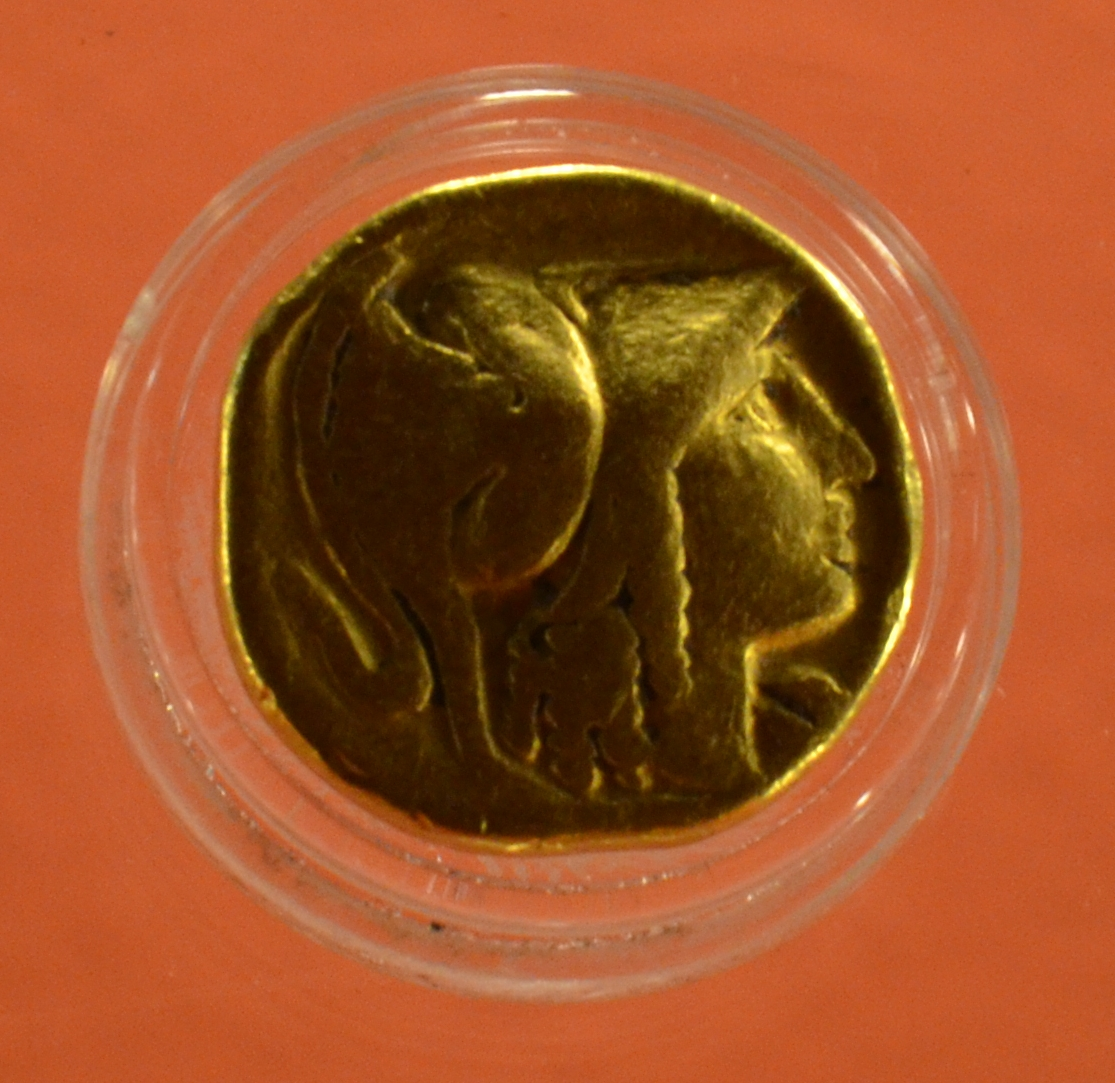
Macedoński złoty stater Aleksandra Wielkiego (323 r. p.n.e.) odnaleziony w Trepczy pod Sanokiem
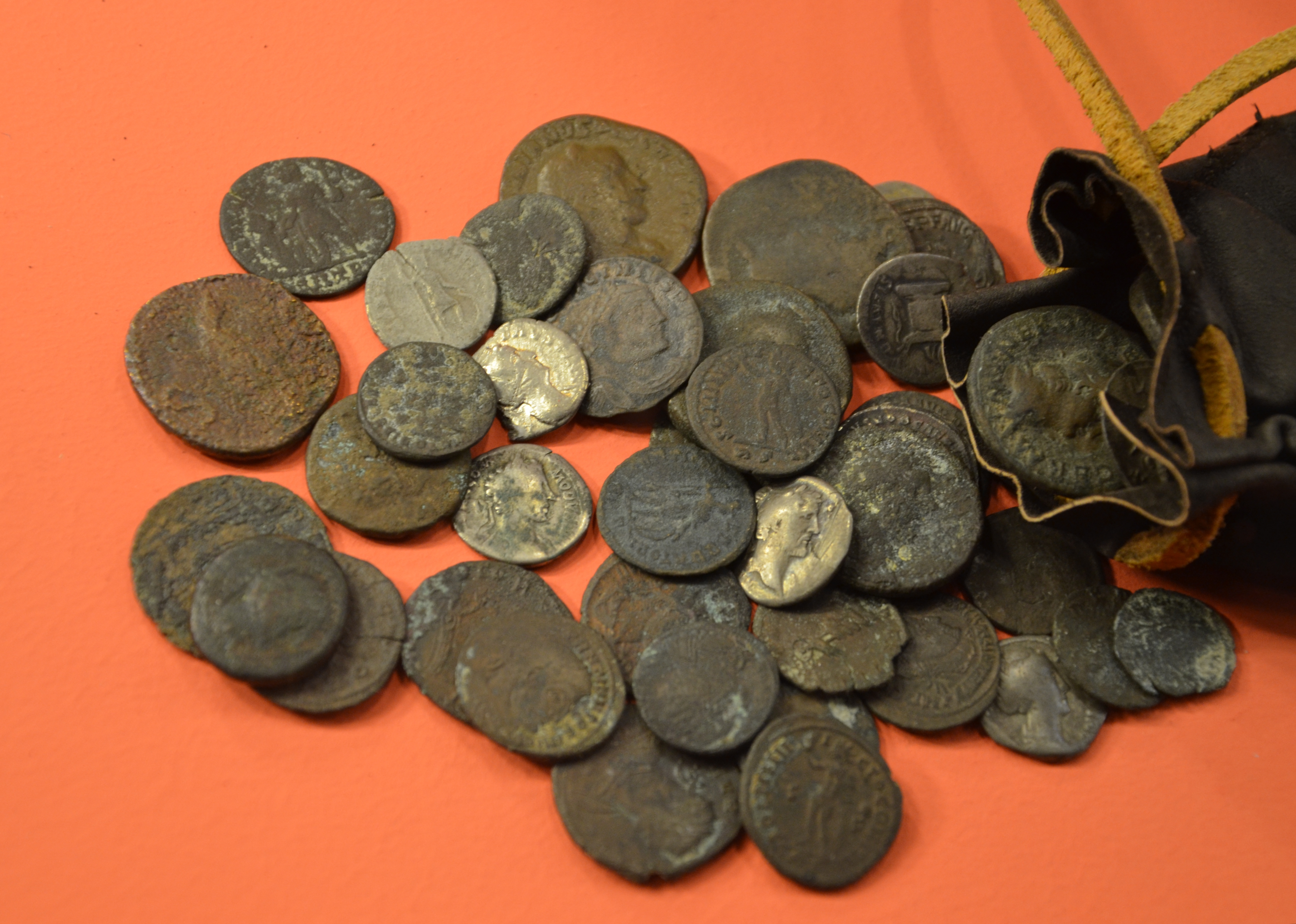
Monety cesarzy rzymskich od I do III w n.e., wykopane w Sanoku i graniczących miejscowościach
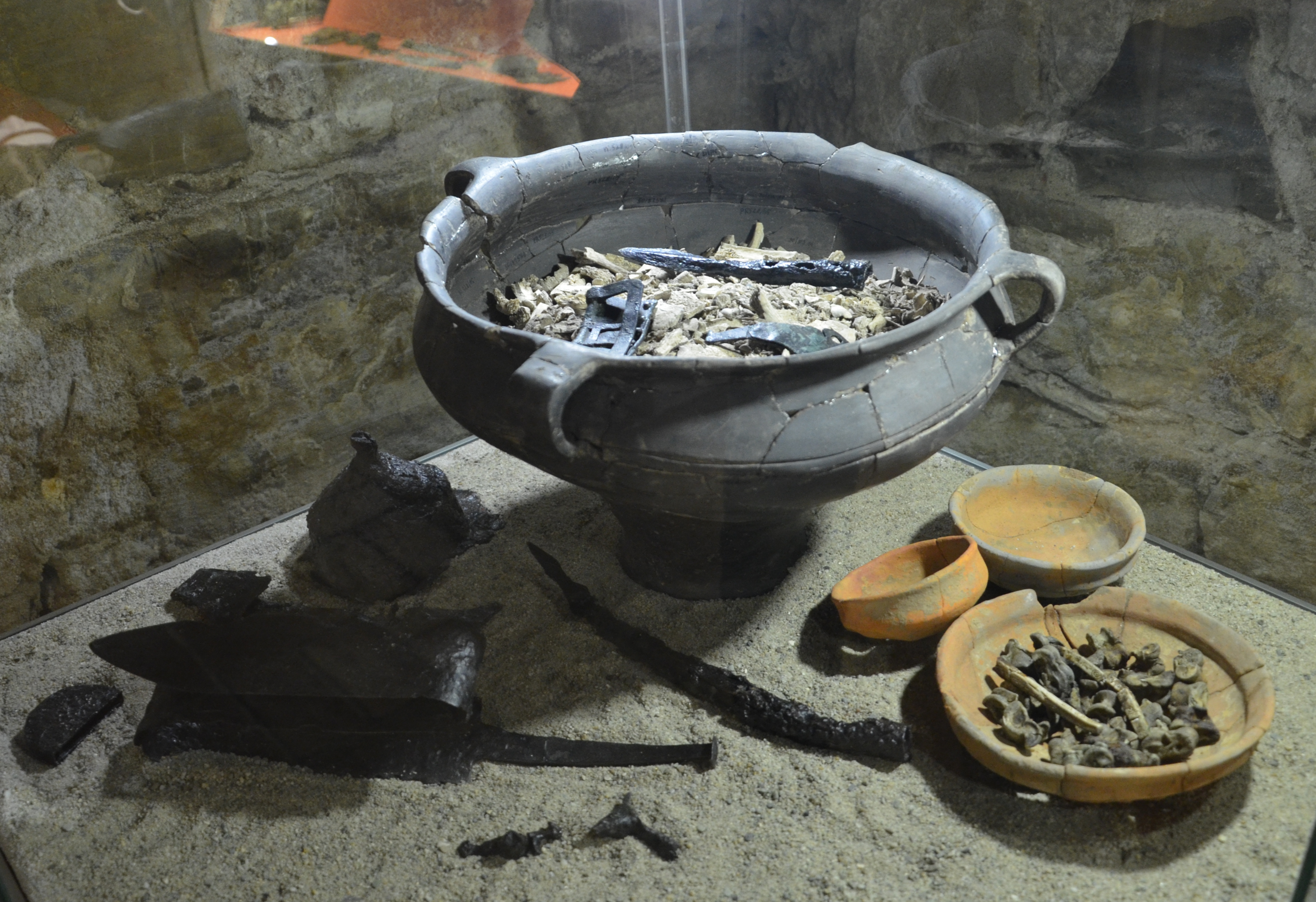
Pierwsze odkryte po północnej stronie łuku Karpackiego cmentarzysko Hasdingów-Wandalów nad rzeką Sanoczek, fragment stałej ekspozycji w Muzeum Historycznym w Sanoku

### Prehistoria
Ziemia sanocka była terenem zasiedlonym przez człowieka już od czasów neolitu (4500-1700 lat p.n.e.). Odnaleziono m.in. czekany brązowe w Uluczu, Stefkowej i Strachocinie oraz inne wyroby z epoki brązu m.in. w Zarszynie, Lesku, Czerteżu, Zagórzu, Bachórzu, Rajskiem i Załużu. Wykopaliska archeologiczne potwierdzają ślady kultury przeworskiej z II wieku p.n.e. oraz poprzedzającą ją kulturę lateńską, której przedstawicielami na tym terenie byli Celtowie, a następnie wschodniogermańscy Wandalowie. Pod Sanokiem odkopano pierwszy złoty okaz monety celtyckiej na ziemiach polskich. Znalezisko typu Nike z Trepczy datuje się na drugą ćwierć II w p.n.e. W miejscowości Prusiek archeolodzy z Krakowa odkryli pierwsze cmentarzysko kultury przeworskiej w Karpatach. Chronologicznie znaleziska prusieckie są zgodne z przekazem Ptolemeusza, mówiącym o przenikaniu pewnych grup Wandalów – Lakringów, Hasdingów i Wiktofalów na południe w tereny dorzecza Cisy.

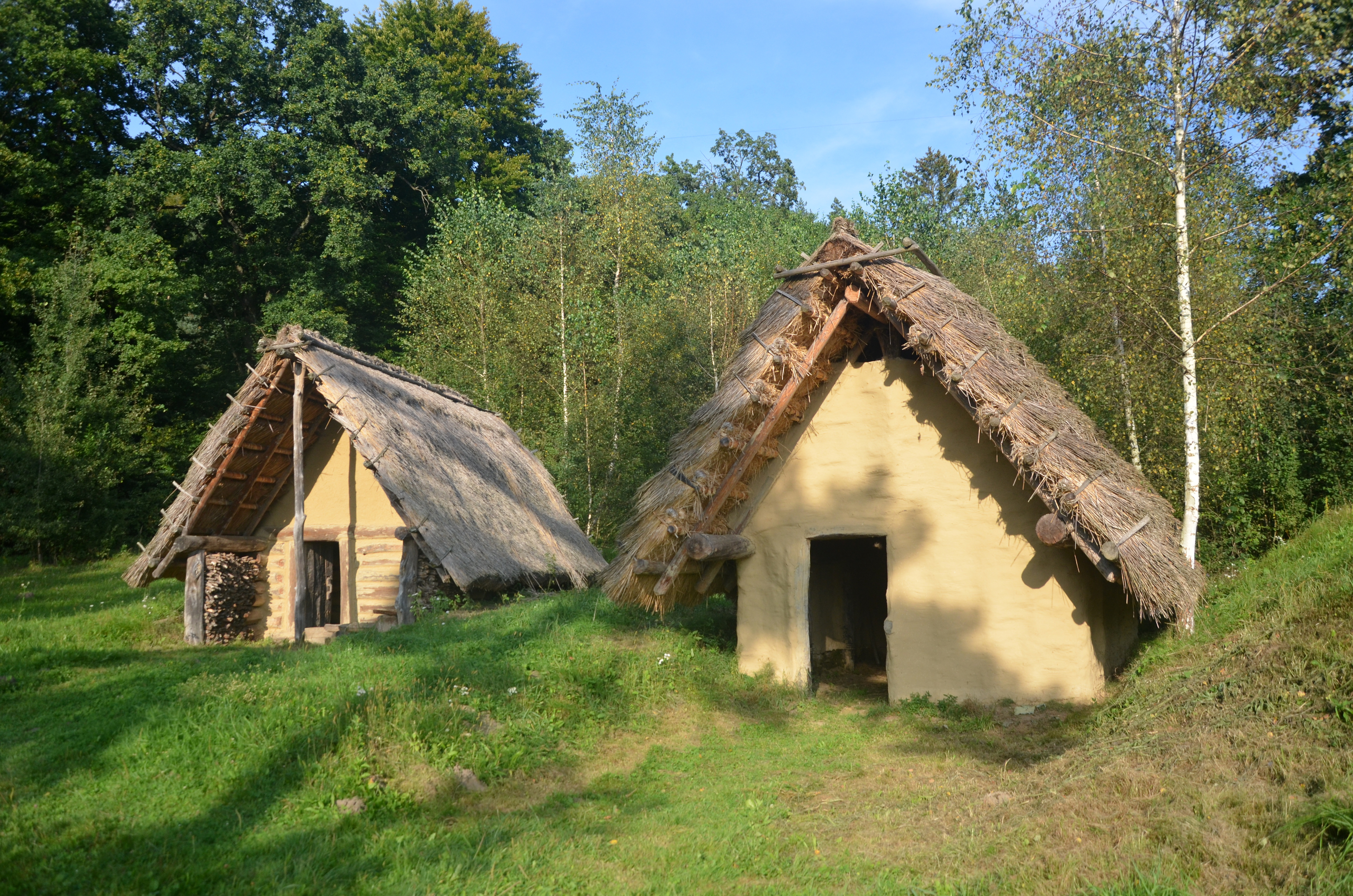
Rekonstrukcja zagrody celtyckiej odkrytej podczas prac archeologicznych nad górną terasą zalewową na prawym brzegu Sanu u podnóża Białej Góry w Sanoku (2018)

W październiku 2017 na terenie przeznaczonym pod budowę obwodnicy Sanoka archeolodzy z Fundacji Rzeszowskiego Ośrodka Archeologicznego odkryli na stanowisku nr 42 pozostałości osady z okresu wpływów rzymskich, datowaną wstępnie od końca II do początku V w n.e. Teren badań na tym stanowisku obejmował powierzchnię ponad 3 ha. W ciągu ostatnich kilku tygodni przebadane zostały 4 stanowiska archeologiczne. Tomasz Tokarczyk, kierownik misji archeologicznej, poinformował w listopadzie 2017, że do zbadania pozostało jeszcze około 8 stanowisk. Badania na tak szeroką skalę jeszcze nigdy nie były prowadzone w historii archeologii Sanoka. Poza fragmentami naczyń najcenniejszym odnalezionym zabytkiem jest srebrny denar cesarza Antoniusa Piusa, ozdoby w postaci paciorków bursztynowych, paciorki szklane i inne. Dotychczasowe ustalenia w postaci zgromadzonych artefaktów w omawianym przedziale czasowym korespondują z odkryciami dwóch wandalskich cmentarzy ciałopalnych w Prusieku i na wzgórzu Wroczeń. Projekt badawczy finansowany jest przez GDDKiA. Z Trepczy pochodzą również wczesnośredniowieczne (VIII–X w.) cmentarzyska ciałopalne i kurhanowe.

### Księstwa ruskie

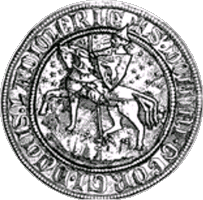
Wizerunek księcia Jerzego II na monecie „Moneta Russia”, 1340

W świetle badań archeologicznych główny gród sanocki, stanowiący siedzibę ruskiej administracji książęcej, mieścił się od pierwszej połowy XI wieku do pierwszej połowy XIII wieku na Horodyszczu w Trepczy, około 4 km na północ od obecnego centrum miasta. Gród otaczały trzy pierścienie wałów obronnych. Wśród orientowanych pochówków szkieletowych na cmentarzu wokół podmurowanej cerkwi drewnianej, złożonej z prostokątnej nawy i pięciokątnego prezbiterium o łącznej długości 10,5 m, znajdowały się bogato wyposażone grobowce z płyt kamiennych, a w sąsiedztwie domniemanej rezydencji odkryto dwie ołowiane pieczęcie księcia kijowskiego Ruryka Rościsławicza z przełomu XII/XIII w., fragment brązowego diademu książęcego oraz lokalnie wytwarzane enkolpia. Równolegle od końca XI w. funkcjonował podrzędny ośrodek na późniejszym wzgórzu zamkowym w Sanoku, umocniony pojedynczym wałem, obejmujący obiekty gospodarcze i cmentarz z prostymi pochówkami ziemnymi.
Najstarsza pisana wzmianka o grodzie Sanok dotyczy roku 1150 i pochodzi z ruskiego Latopisu Kijowskiego, zachowanego w XV-wiecznym Kodeksie Hipackim. Miasto zostało wówczas zajęte przez wojska króla Węgier Gejzy II podczas jego wyprawy przeciwko księciu halickiemu Władymirce, a sprawujący w mieście rządy posadnik Jasz dostał się do niewoli. Przez kolejne kilkadziesiąt lat Sanok znajdował się pod kontrolą Korony węgierskiej oraz urzędujących tu starostów węgierskich.
Około połowy XIII w. doszło do zniszczenia wału na Horodyszczu, prawdopodobnie w wyniku najazdu mongolskiego, co sugerują groty strzał koczowników odnalezione w spalonej warstwie umocnienia, i w rezultacie do przeniesienia głównego grodu na wzgórze zamkowe w Sanoku. Na Horodyszczu istniała jeszcze do początku XIV w. nowsza świątynia, zbudowana w sąsiedztwie poprzedniej, nieco mniejsza (8,5 m długości) od niej i również otoczona cmentarzem. Tymczasem na zachód od nowej siedziby grodowej na sanockim wzgórzu zamkowym, na terenie późniejszego starego miasta, rozwinęły się dwa podgrodzia, a na Zamczysku w dzielnicy Biała Góra funkcjonował na przełomie XIII/XIV w. gródek strażniczy, przypuszczalnie zlikwidowany podczas zajęcia Sanoka przez Kazimierza Wielkiego.
20 stycznia 1339 książę halicko-wołyński Jerzy II z rodu Piastów zawarł kontrakt z Bartkiem z Sandomierza, w którym nadał mu wójtostwo w Sanoku i powierzył mu lokację miasta na prawie magdeburskim w miejscu istniejącego grodu. Wśród mieszkańców objętych bez różnicy stanu, płci i pochodzenia nowym niemieckim prawem miejskim byli Niemcy, Polacy, Węgrzy i Rusini. Ustanowienie jednolitej gminy podległej bez wyjątków jurysdykcji wójta stanowiło nowość na Rusi i nie było spotykane także później, w okresie rządów polskich. Wśród świadków spisanej umowy figurują przybyli do Sanoka wójt bocheński Wojciech z Lipia (jeden z sędziów procesu warszawskiego) i Bartłomiej, pierwszy znany wójt Starej Warszawy, a także Jan zwany Lacta, Johannes Brunonis i Leon z Żywca (Leo de Sywicz). W skład uposażenia wójta Bartka wszedł młyn w Trepczy (Trebscz).
Zdaniem Mychajła Hruszewskiego nowe miasto w Sanoku, zamieszkane głównie przez ludność napływową – Niemców, Polaków, Węgrów (lub Niemców z Węgier), powstało w pobliżu starego ośrodka, którego społeczność kierowała się nadal prawem ruskim. Na podstawie dokumentu z 1339 Andrzej Janeczek wskazuje jednak, że Sanok miał zostać zreorganizowany w całości i poddany jednolitej jurysdykcji. Plany te mogła pokrzyżować śmierć Jerzego II.

### Królestwo Polskie
W 1340 r. Kazimierz III Wielki wkroczył zbrojnie na zapisane mu przez Jerzego II ziemie ruskie, włączając ich zachodnią część do Królestwa Polskiego. Sanok został stolicą najmniejszej w polskiej Koronie ziemi sanockiej. W 1366 miasto, w którym urząd wójta pozostawał wówczas nieobsadzony, otrzymało od niego nowy przywilej lokacyjny na prawie magdeburskim, a wpływy prawa polskiego zostały pozbawione ważności.

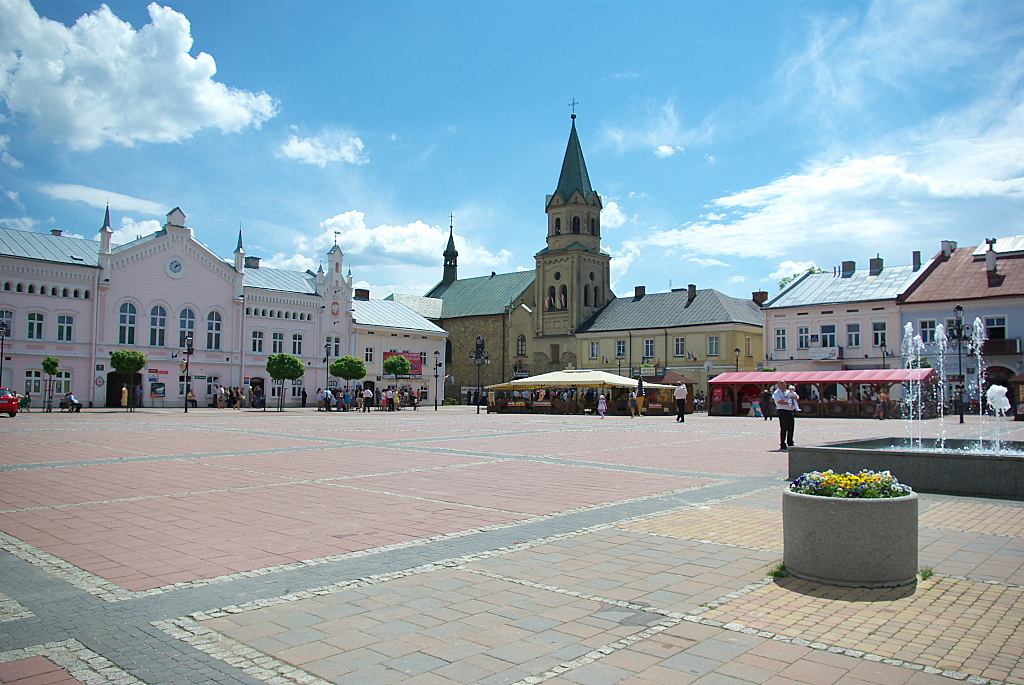
Rynek w Sanoku

Organizację kościoła łacińskiego na ziemi przemyskiej i sanockiej, podporządkowanego poprzednio bezpośrednio papieżowi, przeprowadził w ostatniej ćwierci XIV w. franciszkanin Eryk z Winsen. 2 maja 1417 w Sanoku odbył się w kościele franciszkańskim ślub Jagiełły z jego trzecią żoną Elżbietą Granowską.

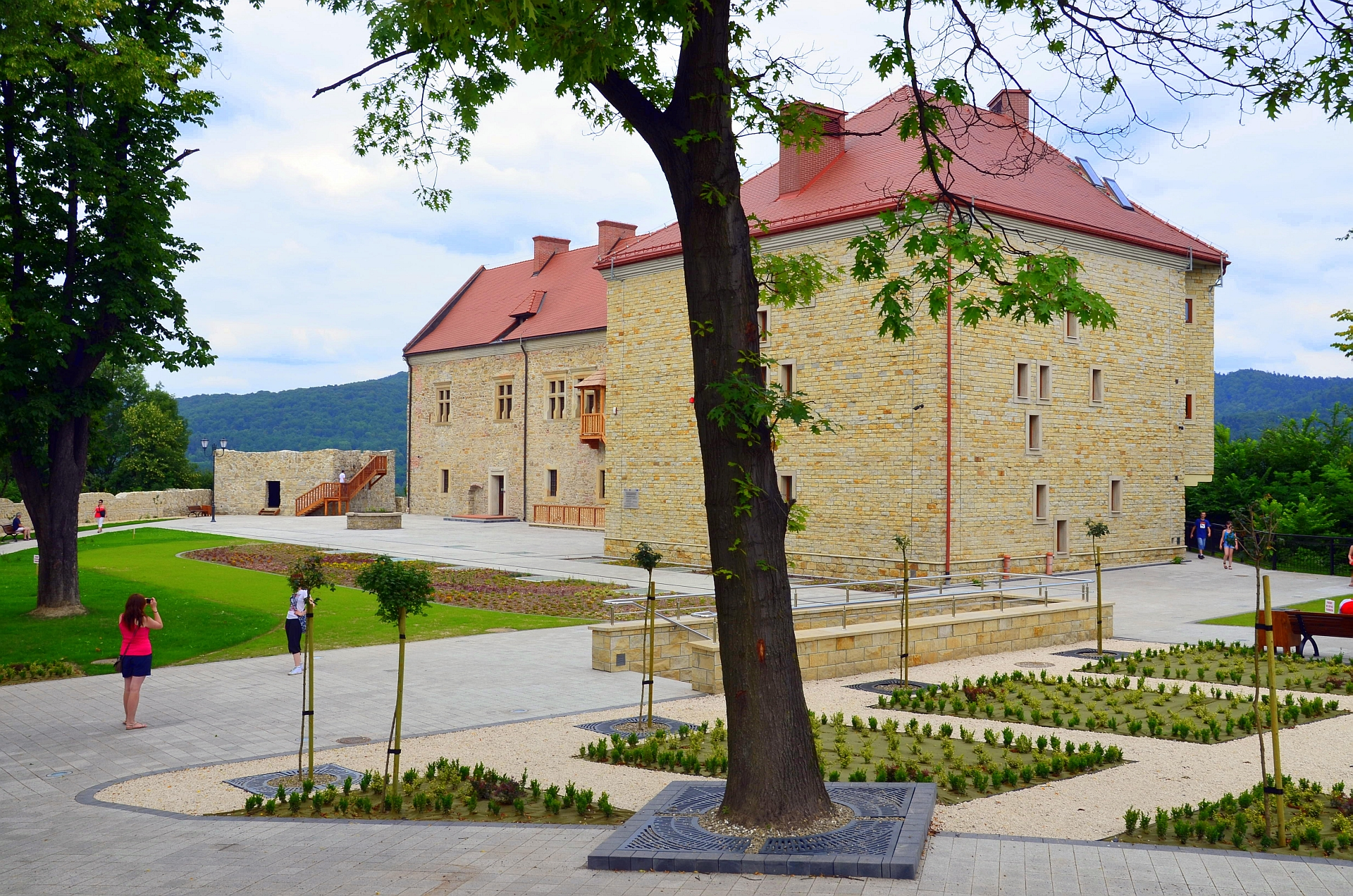
Zamek Królewski po przebudowie

Na sanockim zamku po śmierci Władysława Jagiełły przez wiele lat mieszkała jego czwarta żona, królowa Zofia Holszańska, zwana Sońką. W latach 1555–1556 w zamku rezydowała królowa węgierska Izabela. O zasługach królowej Bony dla miasta świadczy włączenie herbu Sforza (wąż połykający Saracena) do herbu miasta. Okres od połowy XIV do połowy XVI wieku uchodzi za najpomyślniejszy w dziejach miasta. Od XV w. do XVIII w., miasto było miejscem odbywania się sądów szlacheckich: ziemskiego i grodzkiego.
Od końca XVI w. rozpoczął się powolny upadek Sanoka. Wpłynęły na to liczne pożary, z których największy zniszczył miasto niemal doszczętnie – ocalał tylko kościół franciszkanów, 5 domów i górne przedmieście.

### Galicja w zaborze austriackim
W wyniku I rozbioru Polski w roku 1772 Sanok oraz ziemia sanocka zostały zajęte przez Austrię i weszły w skład Królestwa Galicji i Lodomerii. Ponieważ miasto było zniszczone, a sanocki ratusz spalony, władze administracyjne przeniosły siedzibę powiatu do zamku w Lesku. Od tego też roku miasto należało do cyrkułu (obwodu) leskiego, a następnie sanockiego. Siedziba powróciła do Sanoka w roku 1798, otrzymując na siedzibę budynek z którego usunięto szpital. Dopiero w 1812 r. cyrkuł został przeniesiony do wyremontowanego budynku zamku.

Rozwój przestrzenny miasta Sanok w okresie galicyjskim 1787–1887
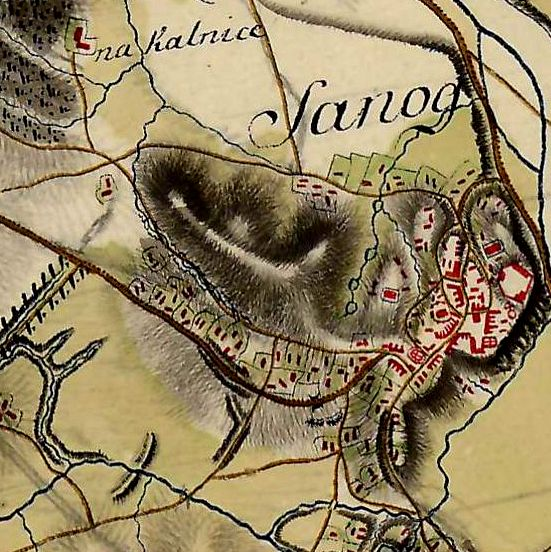
Sanok, fragment pierwszego wojskowego zdjęcia topograficznego Galicji z okresu „józefińskiego” tzw. mapa von Miega (1769–1787)
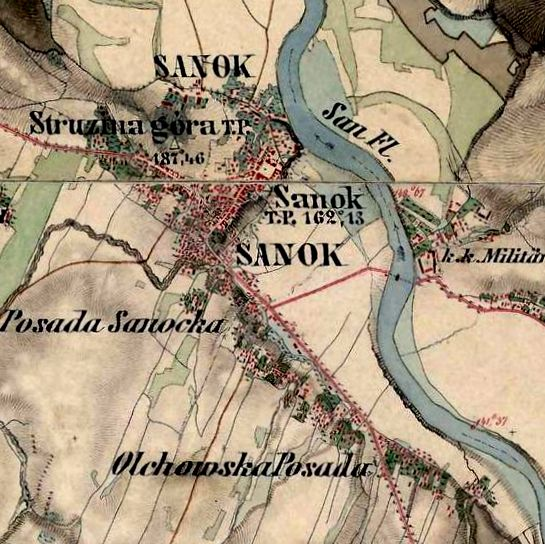
Sanok, fragment drugiego wojskowego zdjęcia topograficznego Galicji
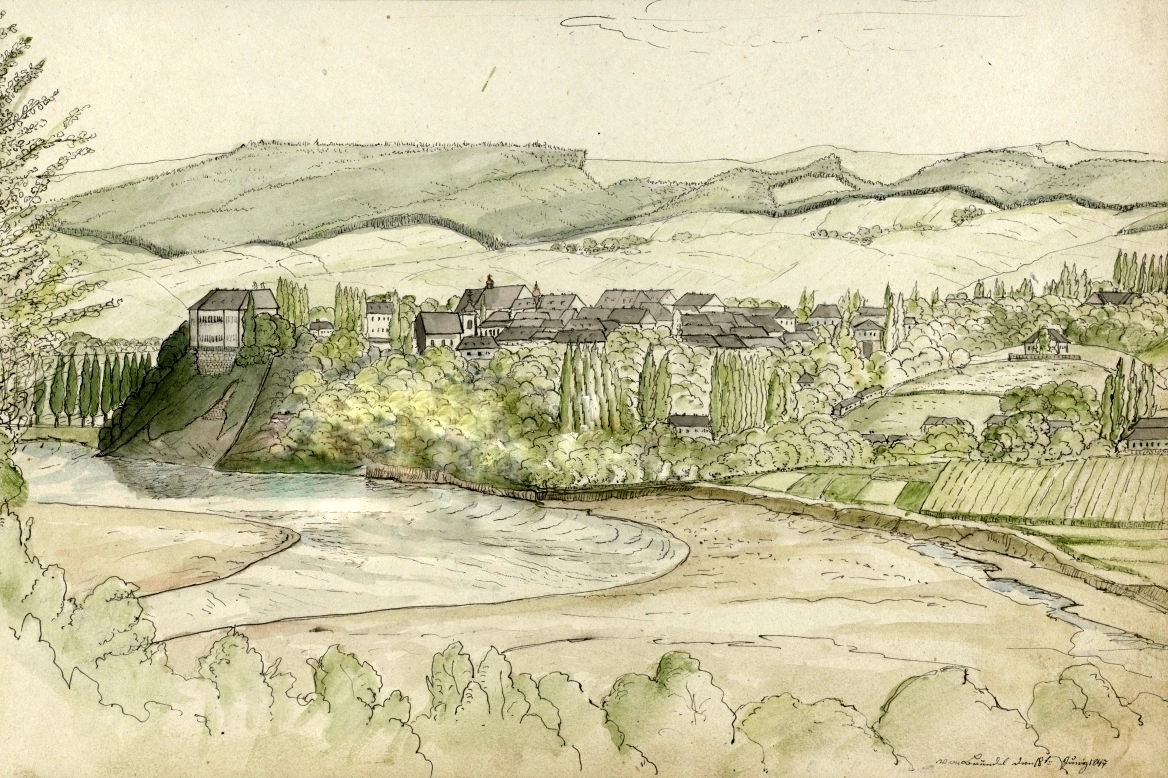
Jan Nepomucen Gniewosz, akwarela Sanoka wykonana w roku 1847, widok od strony Białej Góry i wsi Olchowce
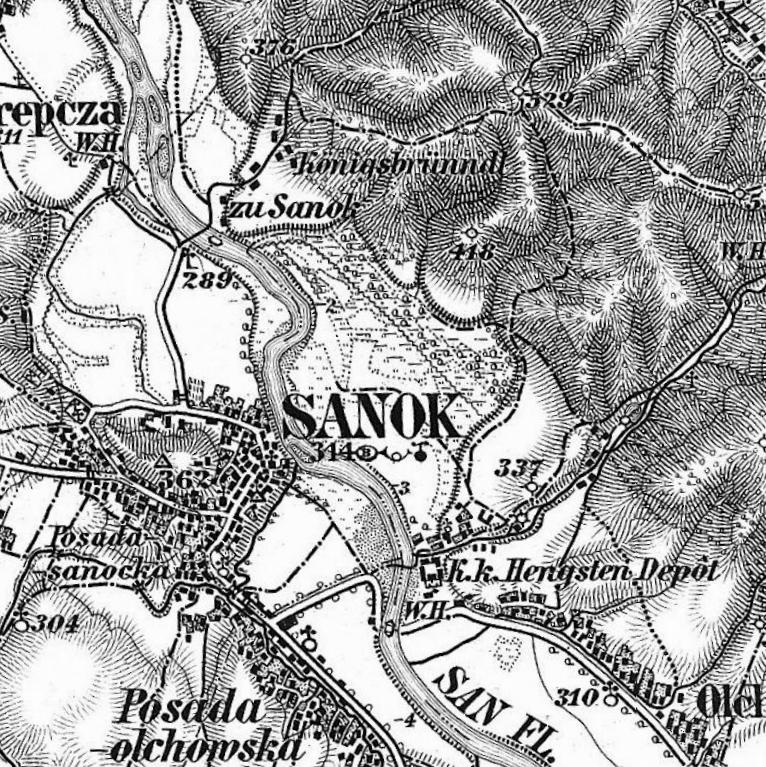
Sanok w roku 1887, przed budową linii kolejowej, trzecie wojskowe zdjęcie topograficzne Galicji

W 1848 r., w okresie Wiosny Ludów, powstała w Sanoku Rada Narodowa Obwodu Sanockiego i zorganizowała się Gwardia Narodowa Ziemi Sanockiej.
Około 1845 r. powstał w Sanoku kotlarski warsztat rzemieślniczy założony przez Walentego Lipińskiego i Mateusza Beksińskiego. W roku 1886 został on przemianowany na zakład przemysłowy. Kazimierz Lipiński (syn Walentego) założył w kilka lat później Pierwsze Galicyjskie Towarzystwo Budowy Maszyn i Wagonów w Sanoku i w latach 1894–1895 przystąpił do budowy fabryki na terenie dzielnicy Posada Olchowska. Tradycje tej fabryki kultywuje obecnie Sanocka Fabryka Autobusów „Autosan”. Ogromne znaczenie dla rozwoju oświaty i kultury w XIX w. miało założenie w 1848 r. drukarni przez Karola Pollaka. W roku 1855 wydrukowano pierwszy zeszyt „Biblioteki Polskiej” redagowany przez Kazimierza Józefa Turowskiego. W roku 1861 Pollak założył księgarnię i wypożyczalnię książek.
Po reformie administracyjnej w roku 1864 miasto było siedzibą starostwa i powiatu sądowego w kraju Galicja. W roku 1883 miasto liczyło 5181 mieszkańców. W 1853 miasto odwiedził cesarz Franciszek Józef I, a w roku 1915 następca tronu i przyszły cesarz austriacki Karol I.
Duże znaczenie dla rozwoju miasta miało wybudowanie w 1872 r. linii kolejowej z Chyrowa przez Zagórz i Łupków na Węgry oraz w 1884 r. wykonanie odcinka z Zagórza przez Sanok, do Jasła.

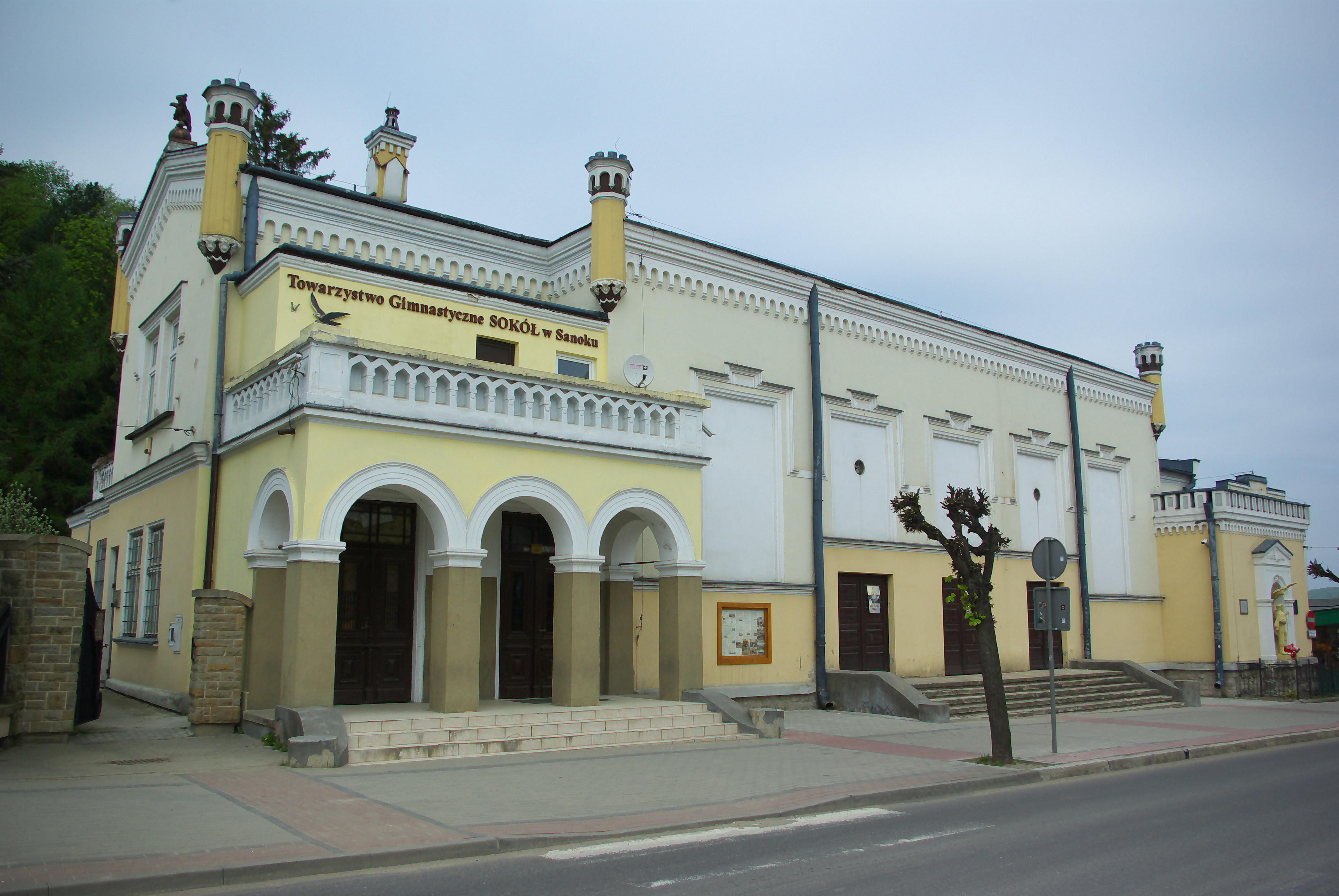
Towarzystwo Gimnastyczne Sokół w Sanoku

20 listopada 1888 roku powstało polskie Towarzystwo Gimnastyczne Sokół w Sanoku. Na początku 1908 w ludności miasta 52,7% stanowili Żydzi (szóste miejsce wśród miast galicyjskich).
W 1911 w Sanoku obszar posiadali: Aleksander Mniszek-Tchorznicki 150 ha, gmina 302 ha, włościanie 588 ha.

### II Rzeczpospolita
Pierwszego listopada 1918 r. z gmachu Sokoła wyszły pierwsze polskie patrole i nastąpiło przejęcie władzy przez Polaków. W 1923 w mieście wybuchł strajk powszechny, w którym uczestniczyło 1800 osób. W 1939 Sanok liczył ok. 18 tys. mieszkańców, z czego ok. 7,5 tys. (ok. 40% populacji) podczas okupacji niemieckiej straciło życie (w większości Żydów). W 1939 w Sanoku mieszkało około 5,4 tys. Żydów, co stanowiło w przybliżeniu 30% ogółu mieszkańców, Polacy natomiast stanowili ponad 60% mieszkańców Sanoka, było też około 5% Rusinów (Łemków). Żydzi zajmowali się nie tylko handlem (74% kupców było narodowości żydowskiej), ale również działalnością przemysłową (90% przemysłowców różnych branż było Żydami). Na 30 kancelarii adwokackich 18 było żydowskich. Na 43 praktykujących lekarzy 22 było również Żydami. W 1929 w Sanoku powstał oddział Polskiego Towarzystwa Tatrzańskiego. Do 25 marca 1930 w Sanoku znajdowała się siedziba Małopolskiego Inspektoratu Okręgowego Straży Granicznej, któremu podlegały komisariaty i placówki nadzorujące południową granicę Rzeczypospolitej w woj. krakowskim, lwowskim i stanisławowskim.

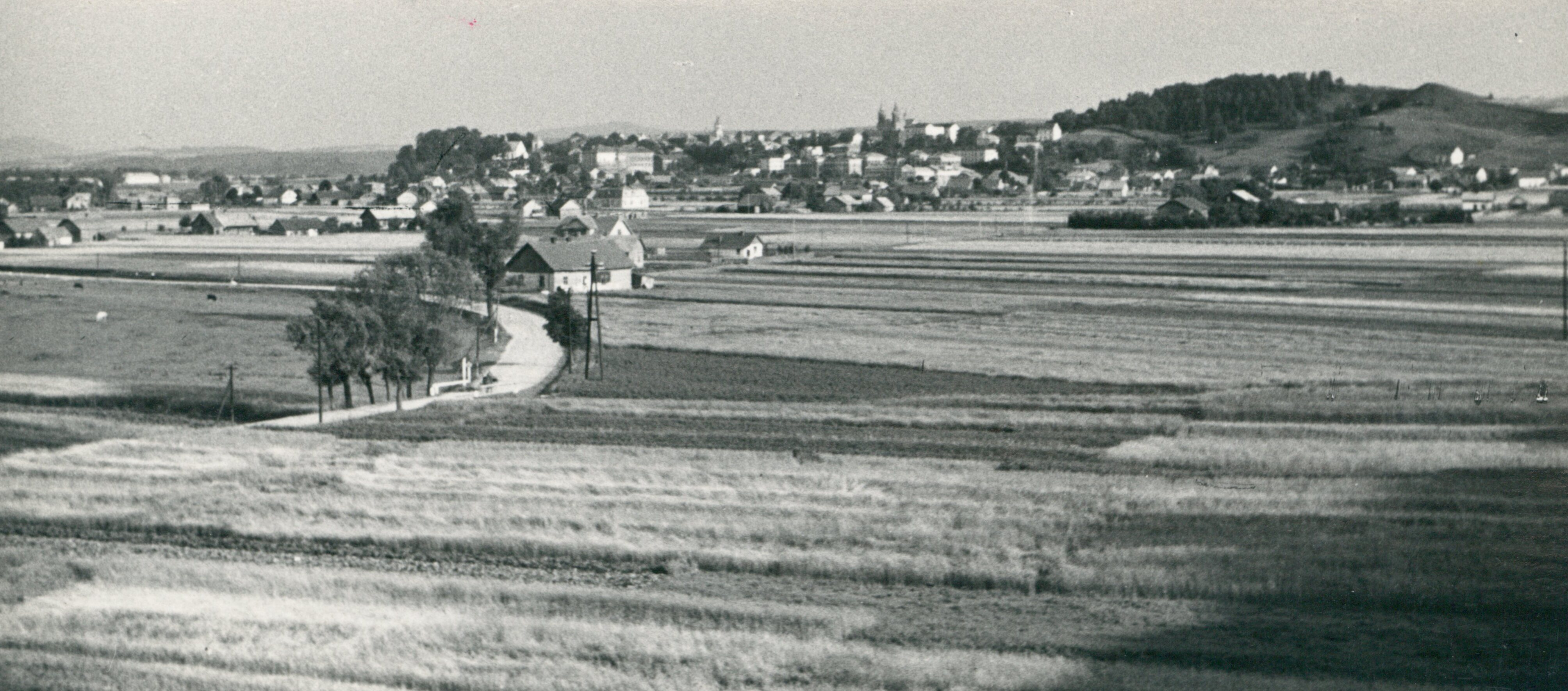
Sanok od północy, przed 1936
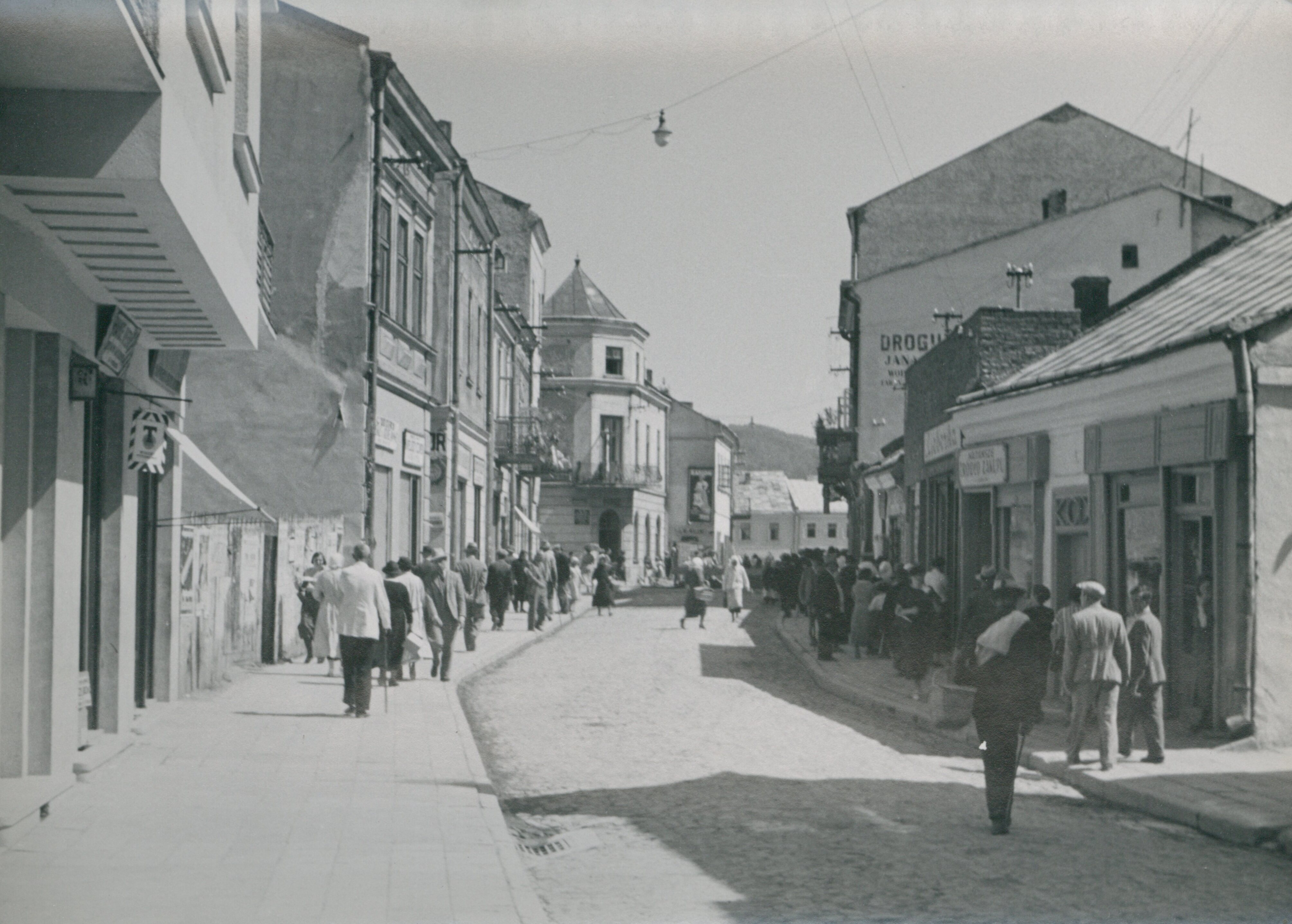
Ulica Jagiellońska, przed 1936
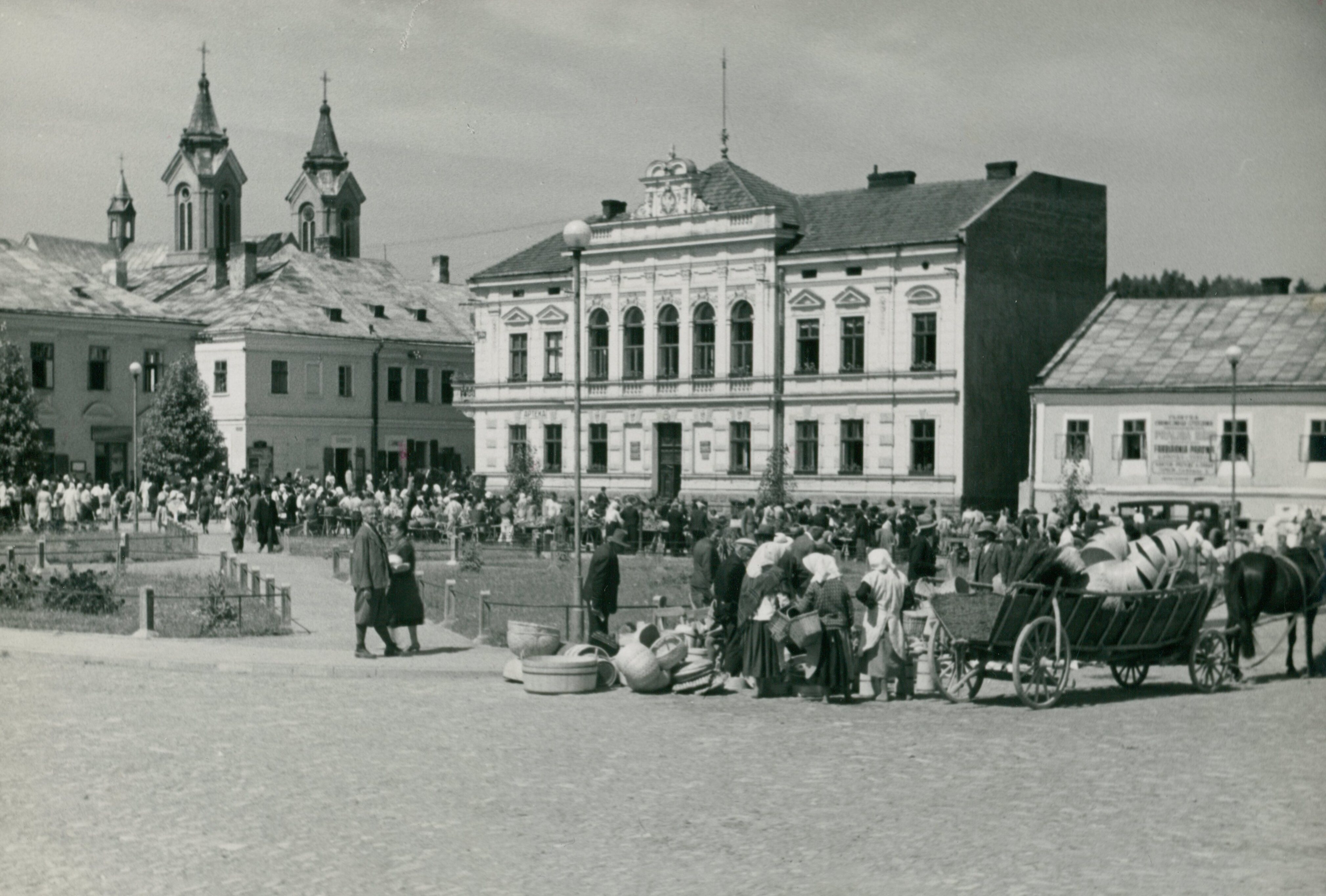
Rynek, przed 1936
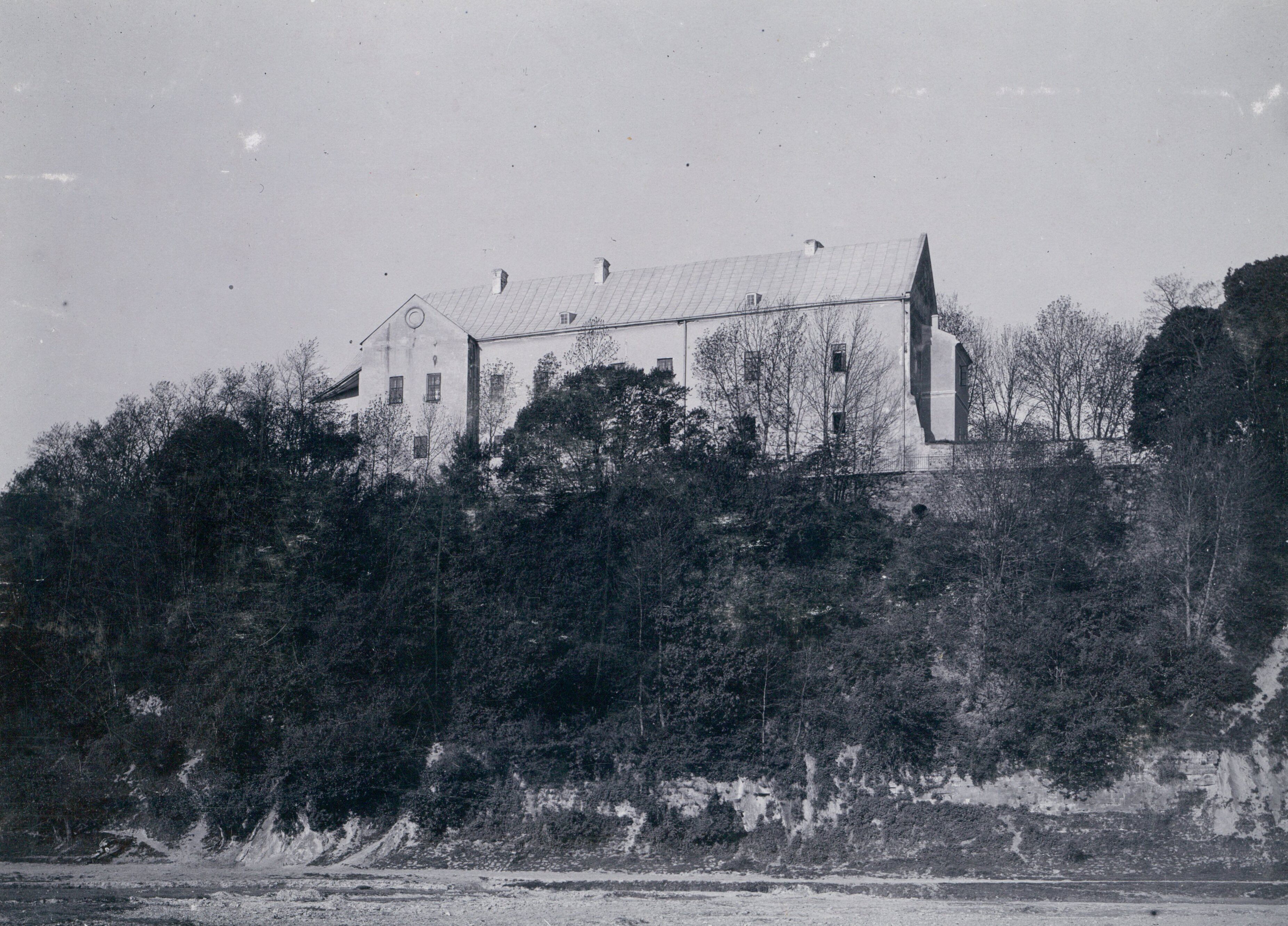
Zamek w Sanoku, przed 1897

W 1936 odbył się w Sanoku „Zjazd Górski”, na którym zaprezentowały się regionalne grupy góralskie zamieszkujące Karpaty od Cieszyna po granicę z Rumunią. W trakcie tego Zjazdu zainicjowano powstanie Związku Ziem Górskich. W latach 1938–1944 Sanok był siedzibą apostolskiego administratora Łemkowszczyzny Ołeksandera Małynowskiego.

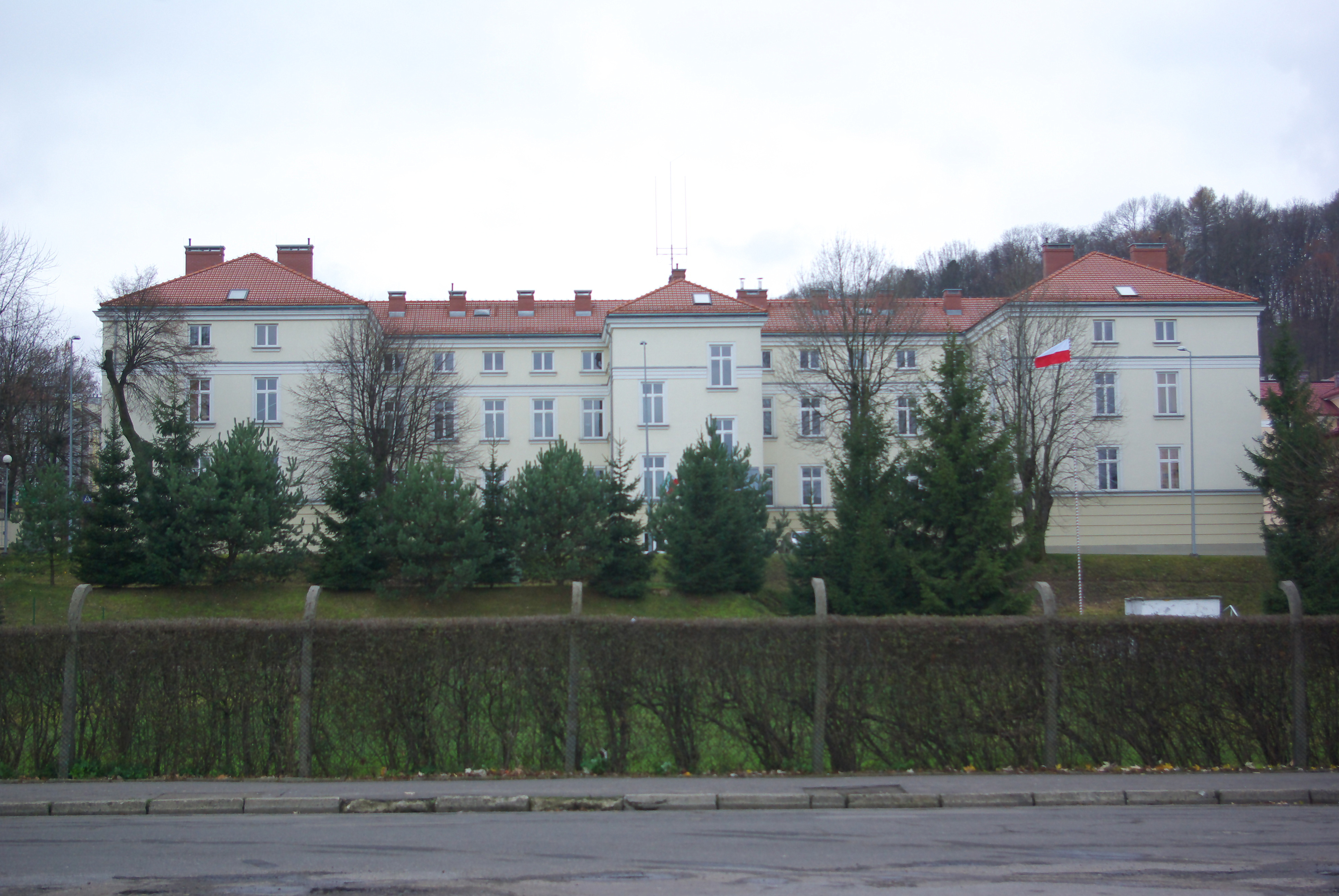
Dawne Koszary wojskowe (ul. Adama Mickiewicza 23) (XIX w.) następnie 2 Pułk Strzelców Podhalańskich obecnie Placówka Straży Granicznej w Sanoku

W garnizonie Sanok stacjonował 2 Pułk Strzelców Podhalańskich wchodzący w skład 22 Dywizji Piechoty Górskiej. Rozkazem Komendanta Straży Granicznej z 16 stycznia 1939 w Sanoku utworzono Komendę Obwodu Straży Granicznej wchodzącej w skład Wschodnio-Małopolskiego Okręgu Straży Granicznej we Lwowie, której podlegały Komisariaty w Dwerniku, Cisnej, Komańczy i Posadzie Jaśliskiej.

### II wojna światowa
Pod Sanokiem walki obronne z nacierającymi wojskami niemieckimi toczyła 3 Brygada Górska dowodzona przez płk. Jana Kotowicza wchodząca w skład grupy operacyjnej gen. bryg. Kazimierza Łukoskiego. W dniu 9 września 1939 przez Lesko do Ustrzyk wycofywali się żołnierze batalionu Obrony Narodowej „Sanok” (dowódca batalionu kpt. Tadeusz Kuniewski) i toczyli walki w celu opóźnienia marszu Niemców na wschód.
Od 26 października 1939 istniał dystrykt krakowski, powiat sanocki (Landkreis Sanok), któremu podlegały komisariaty wiejskie w Sanoku, Brzozowie i Baligrodzie. Przez Sanok na rzece San ustalona została do czerwca 1941 granica międzypaństwowa niemiecko-sowiecka. Prawobrzeżna strona Sanoka oraz część powiatu sanockiego dostały się w okresie 1939–1941 pod okupację sowiecką.
W okresie II wojny światowej w Sanoku mieściła się Komenda Obwodu AK o kryptonimie OP-23, podzielona na 10 placówek. W Placówce Sanockiej dowodzili Placówką: od II 1943 – IX 1943 Władysław Pruchniak ps. „Sęp”, „Ireneusz”, „Felek”, IX 1943 – 1944 Paweł Dziuban ps. „Dziedzic”.
3 sierpnia 1944 Sanok został zajęty przez oddziały 2 i 7 dywizji piechoty oraz 101 korpusu armijnego 38 armii 1. Frontu Ukraińskiego (w 1947 roku ku ich czci wzniesiono tzw. Pomnik Wdzięczności w parku miejskim).

### Okres Polski Ludowej 1944–1989
Po rozpoczęciu operacji lwowsko-sandomierskiej przez Armię Czerwoną Sanok zdobyły 3 sierpnia 1944 wojska 101 Korpusu Piechoty. Następnie z tego rejonu, 12 stycznia 1945 ruszyła ofensywa wojsk radzieckich zwana operacją dukielsko-preszowską przeprowadziły ją wojska 4 Frontu Ukraińskiego, w tym 38 Armia. Okupowany przez Niemców obszar przeszedł pod wojskowe zarządy Armii Czerwonej tzw. „wojennyje komanda”. Uczestniczący w walkach z Niemcami żołnierze Armii Krajowej byli natychmiast rozbrajani i aresztowani.
W czasie wojny, jak i po niej, bezpośredniego ataku nacjonalistów ukraińskich z OUN-UPA na Sanok nie było. Niemniej jednak w latach 1944–1947 zamordowali oni w pobliżu miasta 20 Polaków.
W połowie 1945 roku władza komunistyczna zaczęła się umacniać, na co odpowiedzią było pojawienie się partyzantki antykomunistycznej reprezentowanej przez Samodzielny Batalion Operacyjny NSZ „Zuch” mjr Antoniego Żubryda. Partyzanci podjęli walkę z aparatem bezpieczeństwa, Milicją Obywatelską, Korpusem Bezpieczeństwa Wewnętrznego oraz przedstawicielami NKWD. W odpowiedzi na działania Narodowych Sił Zbrojnych, przedstawiciele władzy ludowej zastosowali różnorodne praktyki, z egzekucjami włącznie. 24 maja 1946 roku na stadionie miejskim w Sanoku, w obecności przymusowo spędzonej tam ludności lokalnej straceni zostali: szer. Władysław Kudlik oraz szer. Władysław Skwarc. 4 lipca powieszono na sanockim rynku chor. Henryka Książka (wszyscy trzej z batalionu majora Żubryda). Egzekucja ta przeszła do historii miasta pod nazwą Trzech straconych (w nawiązaniu do zabitych przez rosyjskie wojsko demonstrantów w Warszawie w 1861 znanych jako Pięciu poległych).

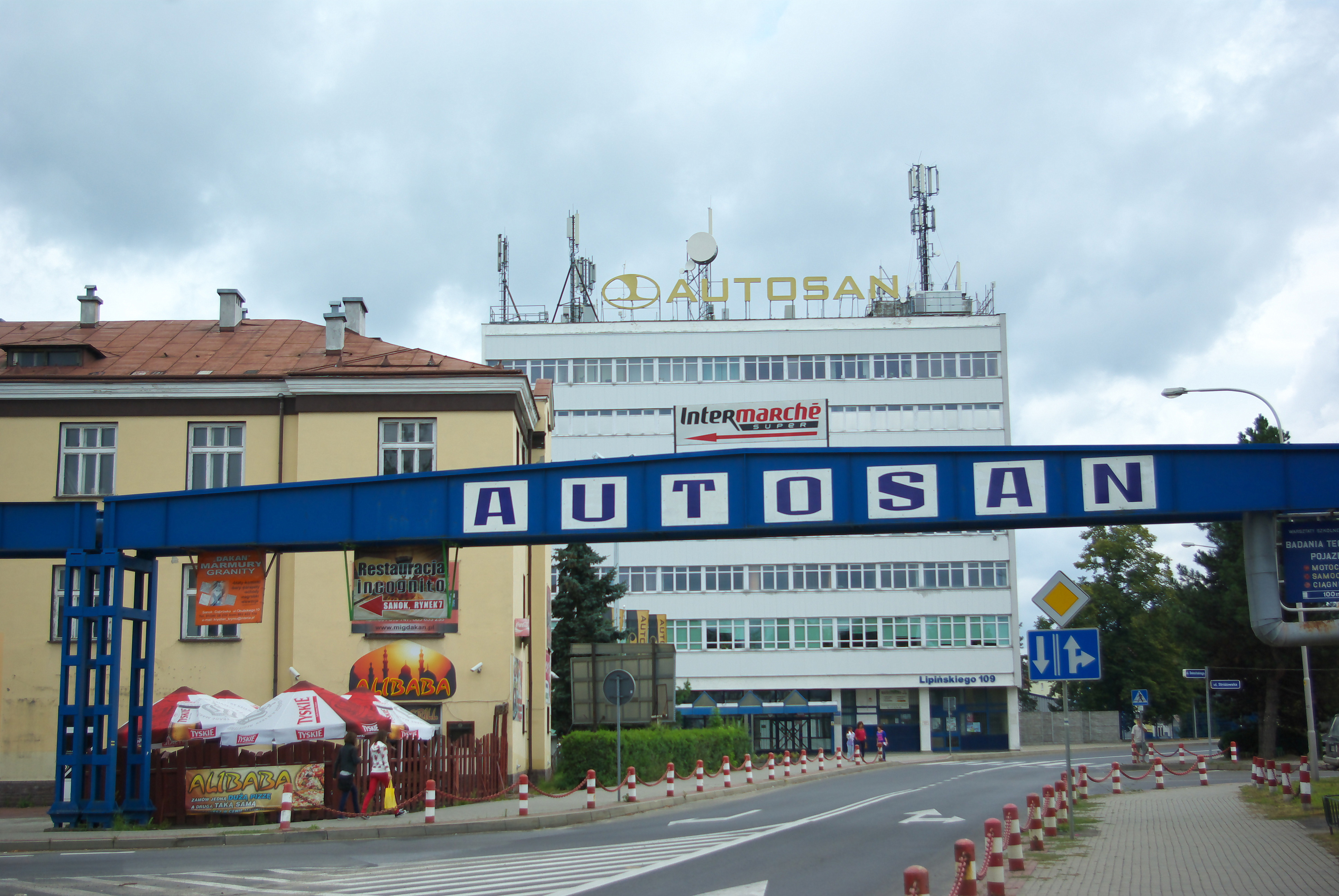
Biurowiec Sanockiej Fabryki Autobusów Autosan

Lata powojenne to równocześnie okres odbudowy ze zniszczeń, a następnie rozbudowy zakładów przemysłowych w ramach budowy gospodarki socjalistycznej. Sanoccy potentaci: Sanocka Fabryka Autobusów „Autosan” i Zakłady Przemysłu Gumowego „Stomil” zatrudniający tysiące pracowników wpłynęli na wszechstronny rozwój miasta. Wokół starej części Sanoka powstały nowe osiedla mieszkaniowe. Na początku lat 70. liczba mieszkańców wzrosła do ponad 22 tys., a w połowie lat 80. przekroczyła 40 tys. mieszkańców podwajając liczbę populacji z międzywojnia.
Rozporządzeniem Rady Ministrów z dnia 6 października 1972, zniesiono powiat sanocki od 1 listopada 1972 (jego część włączono do utworzonego wówczas powiatu bieszczadzkiego), a z miasta Sanok utworzono powiat miejski Sanok, poszerzając dotychczasowe granice miasta (przyłączono kilka miejscowości na południu: Zahutyń, Dolinę, Zasław, Zagórz, Wielopole). Sanok stał się największym obszarowo miastem w całej swej 700-letniej historii. „Wielki Sanok” przetrwał zaledwie pięć lat, jego istnienie zlikwidowała kolejna reforma administracyjna w 1975 oraz nadanie praw miejskich Zagórzowi w 1977.
W latach 1983–2016 Sanok był siedzibą władyki prawosławnej eparchii przemysko-nowosądeckiej.

### III Rzeczpospolita
W latach 1975–1998 Sanok należał do województwa krośnieńskiego.
Uchwałą z 17 grudnia 2020 Rady Miasta Sanoka wyznaczono na terenie Gminy Miasta Sanoka i Gminy Sanok aglomerację Sanok o równoważnej liczbie mieszkańców 61535 oraz zlokalizowaną na terenie miejscowości: Sanok, Bykowce, Czerteż, Falejówka, Jędruszkowce, Jurowce, Kostarowce, Markowce, Pakoszówka, Pisarowce, Płowce, Prusiek, Raczkowa, Sanoczek, Srogów Dolny, Srogów Górny, Strachocina, Stróże Małe, Trepcza, Wujskie, Zabłotce, Załuż z oczyszczalnią ścieków w Trepczy. Inną uchwałą z tego samego dnia wyrażono wolę zmiany granic administracyjnych Miasta Sanoka poprzez włączenie części terytorium sąsiednich gmin do Miasta Sanoka. Z dniem 1 stycznia 2023 do obszarzu miasta został włączony teren 102 ha z sołectwa Trepcza.

## Kultura i sztuka

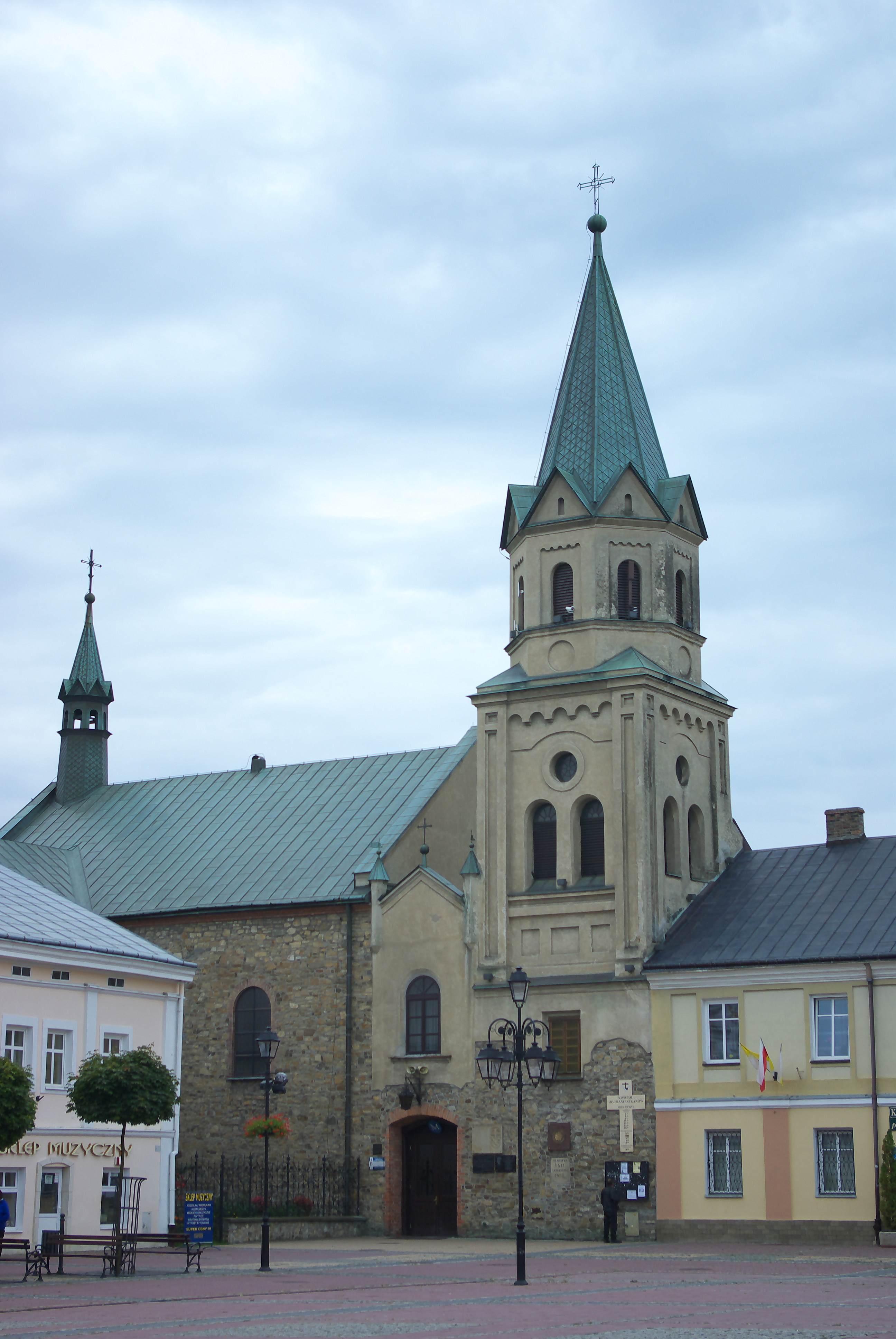
Kościół oo. franciszkanów

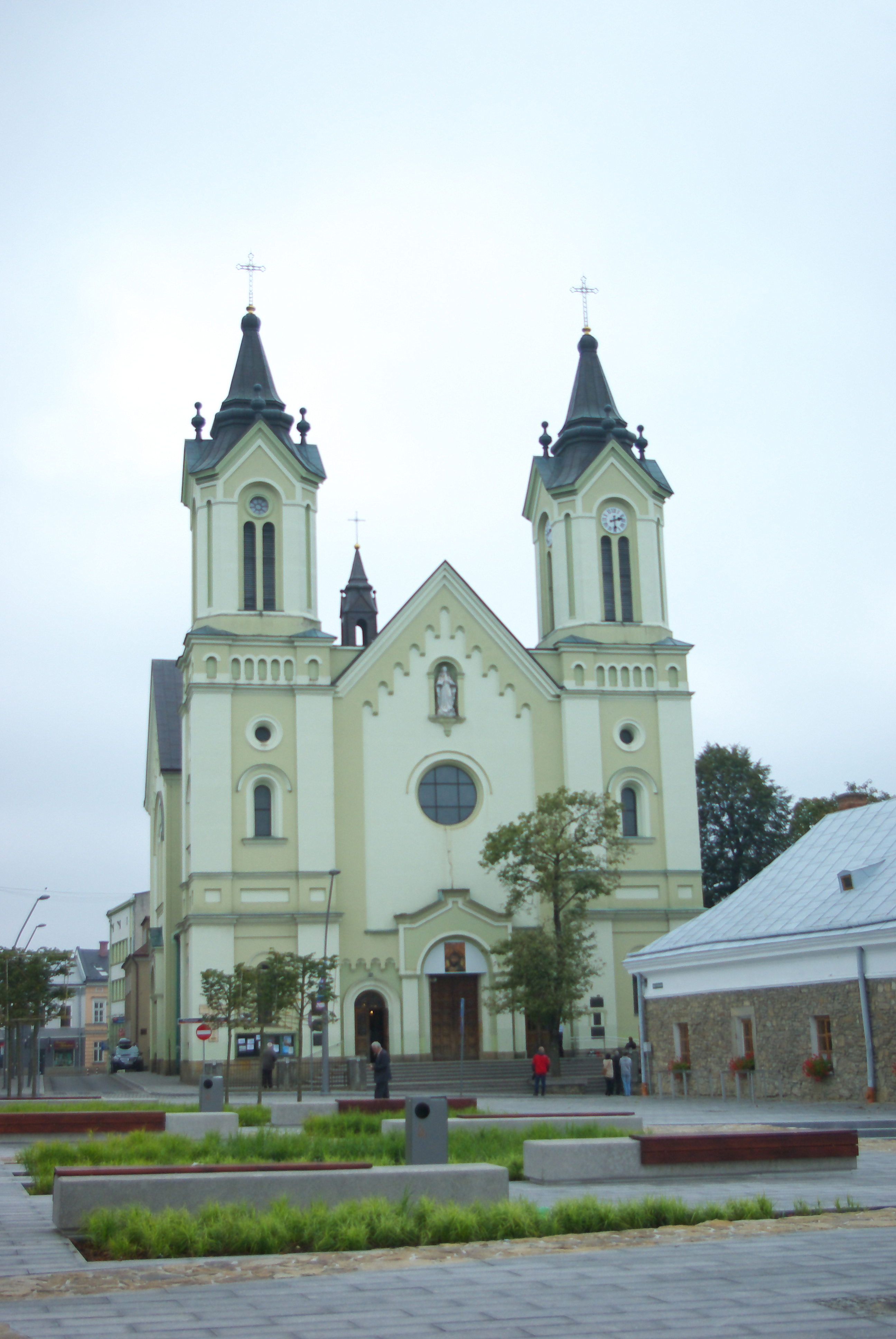
Plac św. Michała: Kościół Przemienienia Pańskiego i Dom mansjonarski

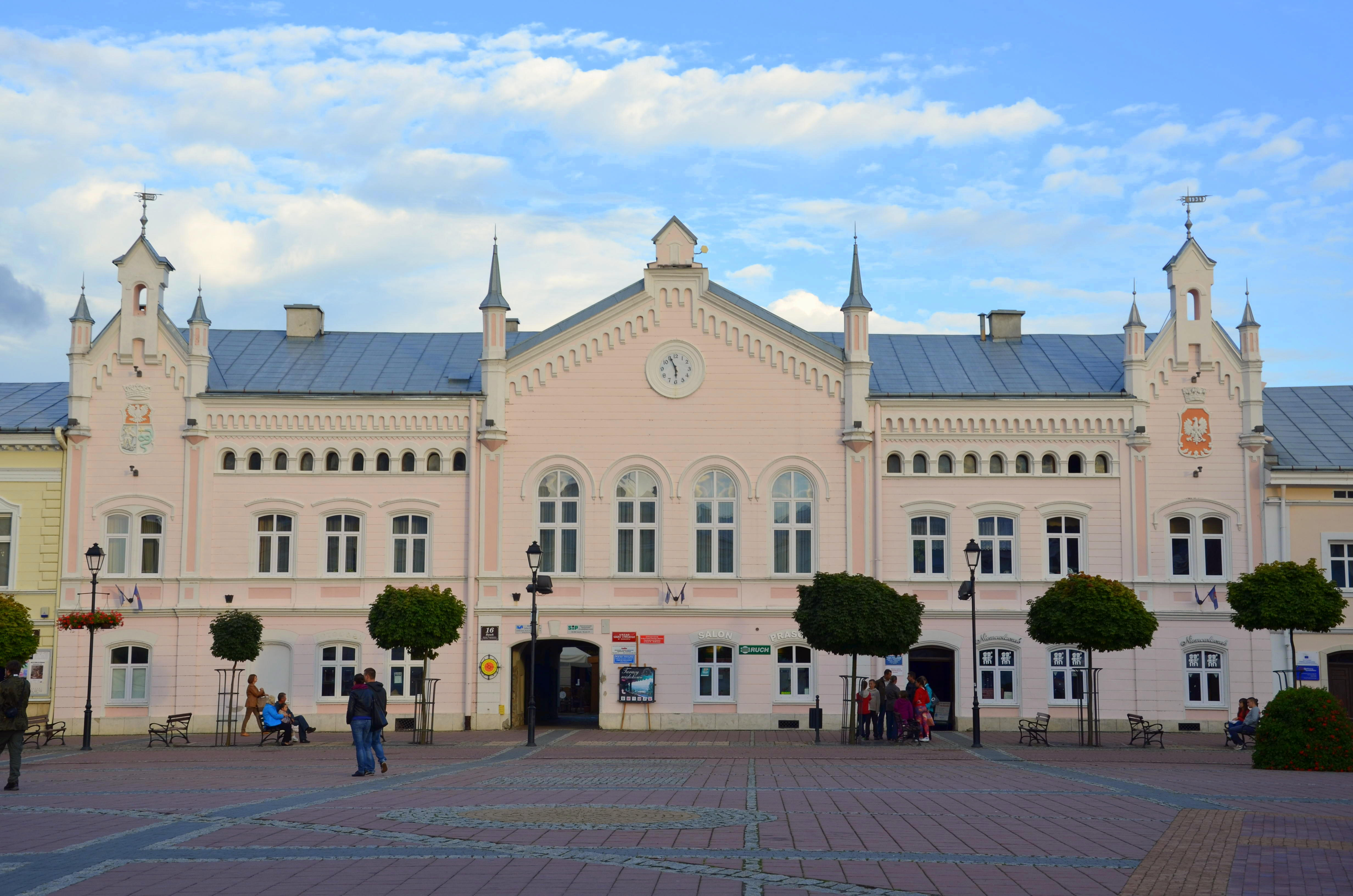
Ratusz przy ul. Rynek 16

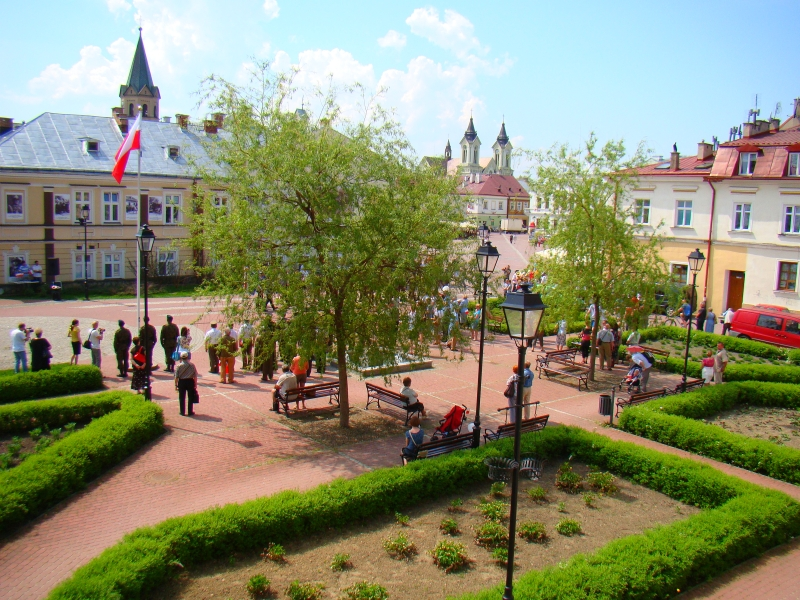
Plac św. Jana

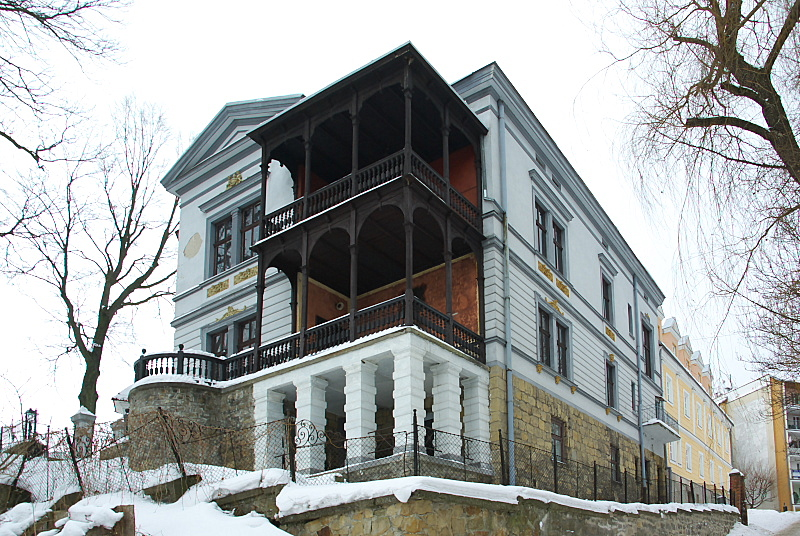
Willa Zaleskich

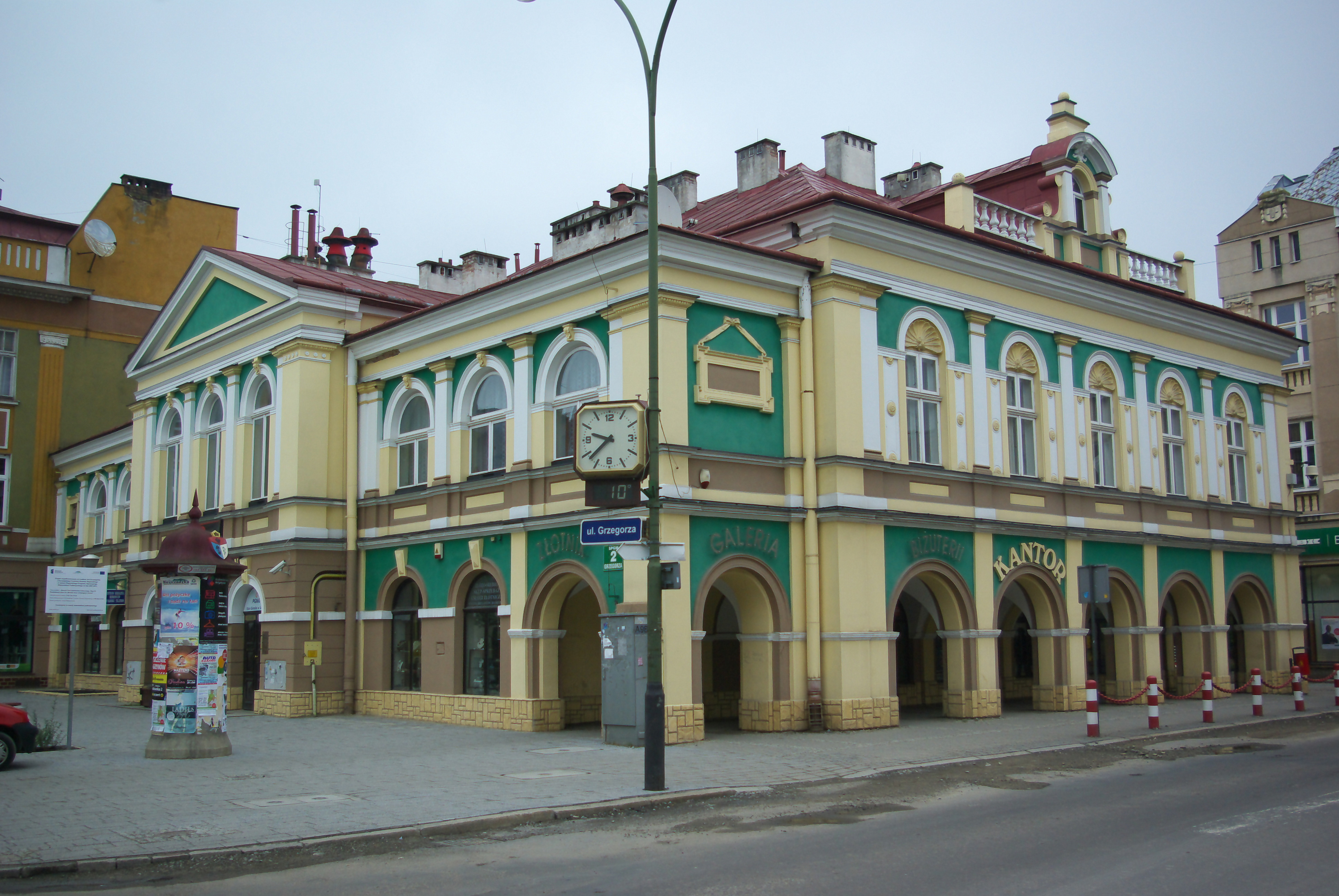
Ramerówka

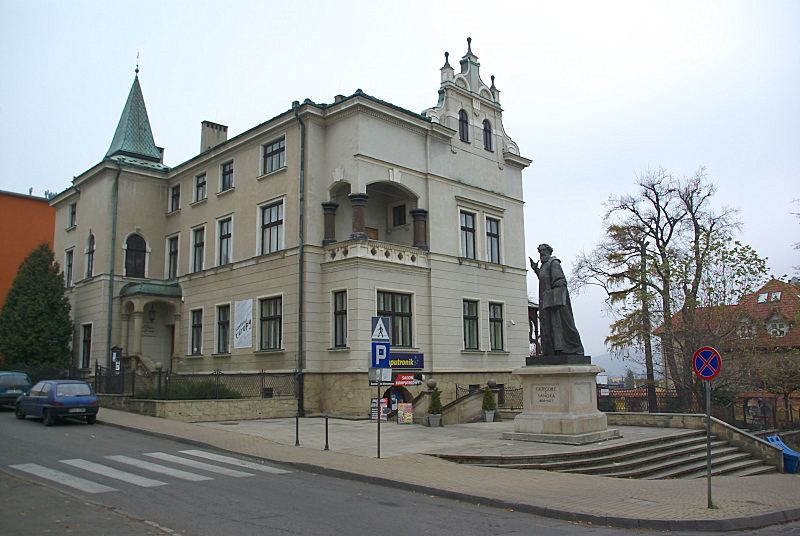
Zabytkowy budynek biblioteki miejskiej i pomnik Grzegorza z Sanoka

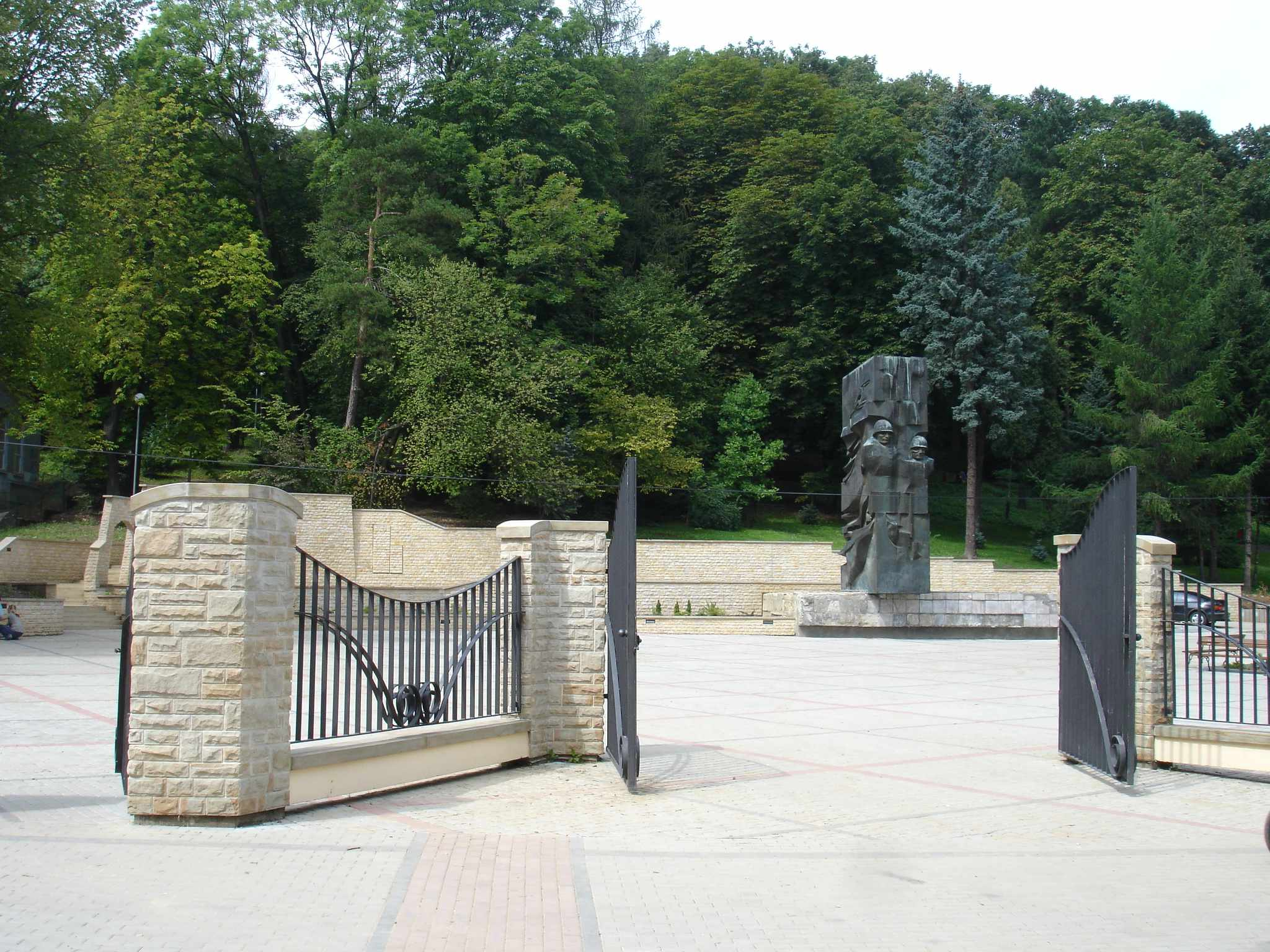
Plac Harcerski: niestniejący tzw. Pomnik Wdzięczności Armii Czerwonej i Park miejski im. Adama Mickiewicza

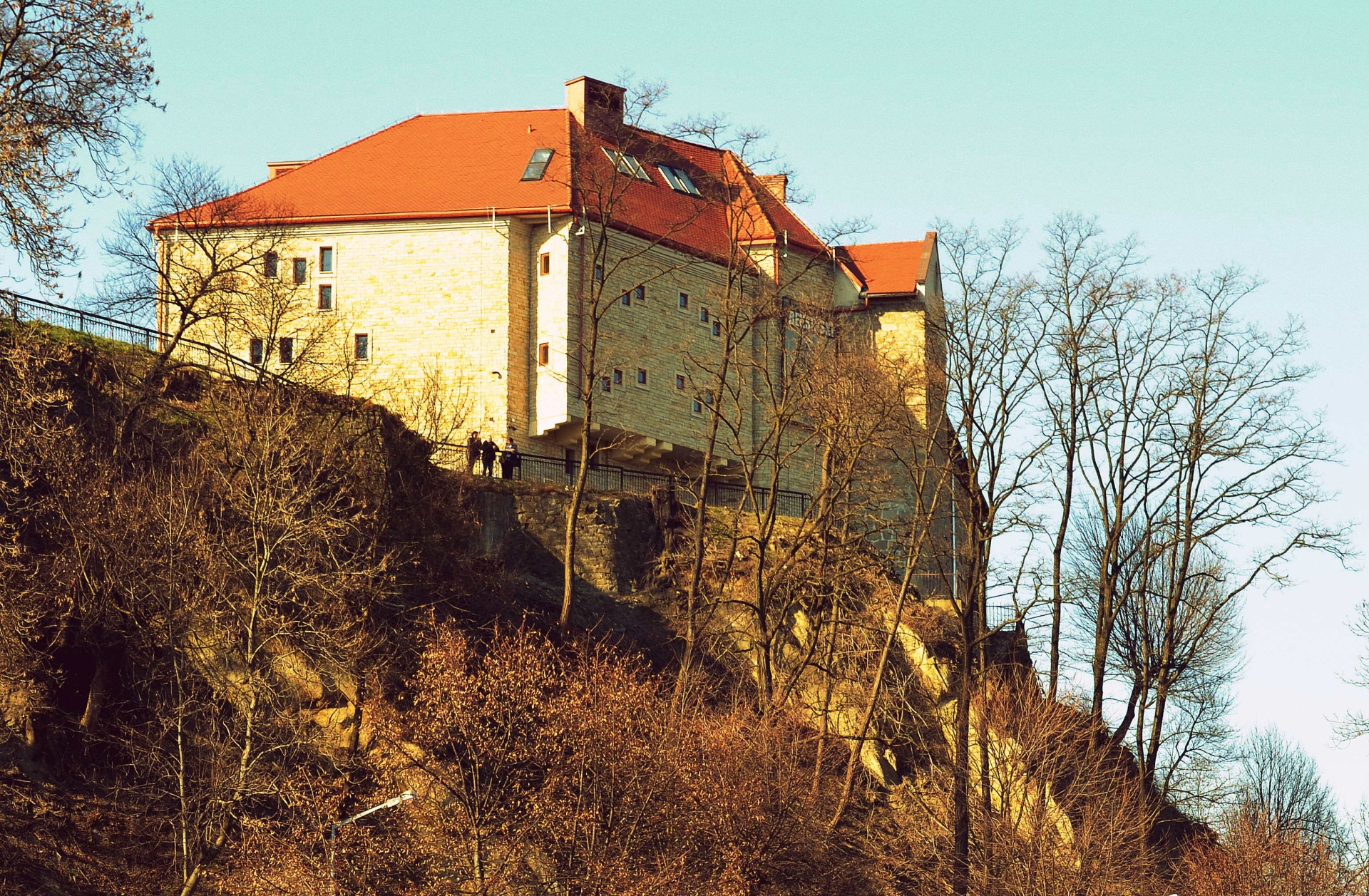
Muzeum Historyczne dawniej Zamek Królewski posiada cenne zbiory m.in. galerię autorską Zdzisława Beksińskiego

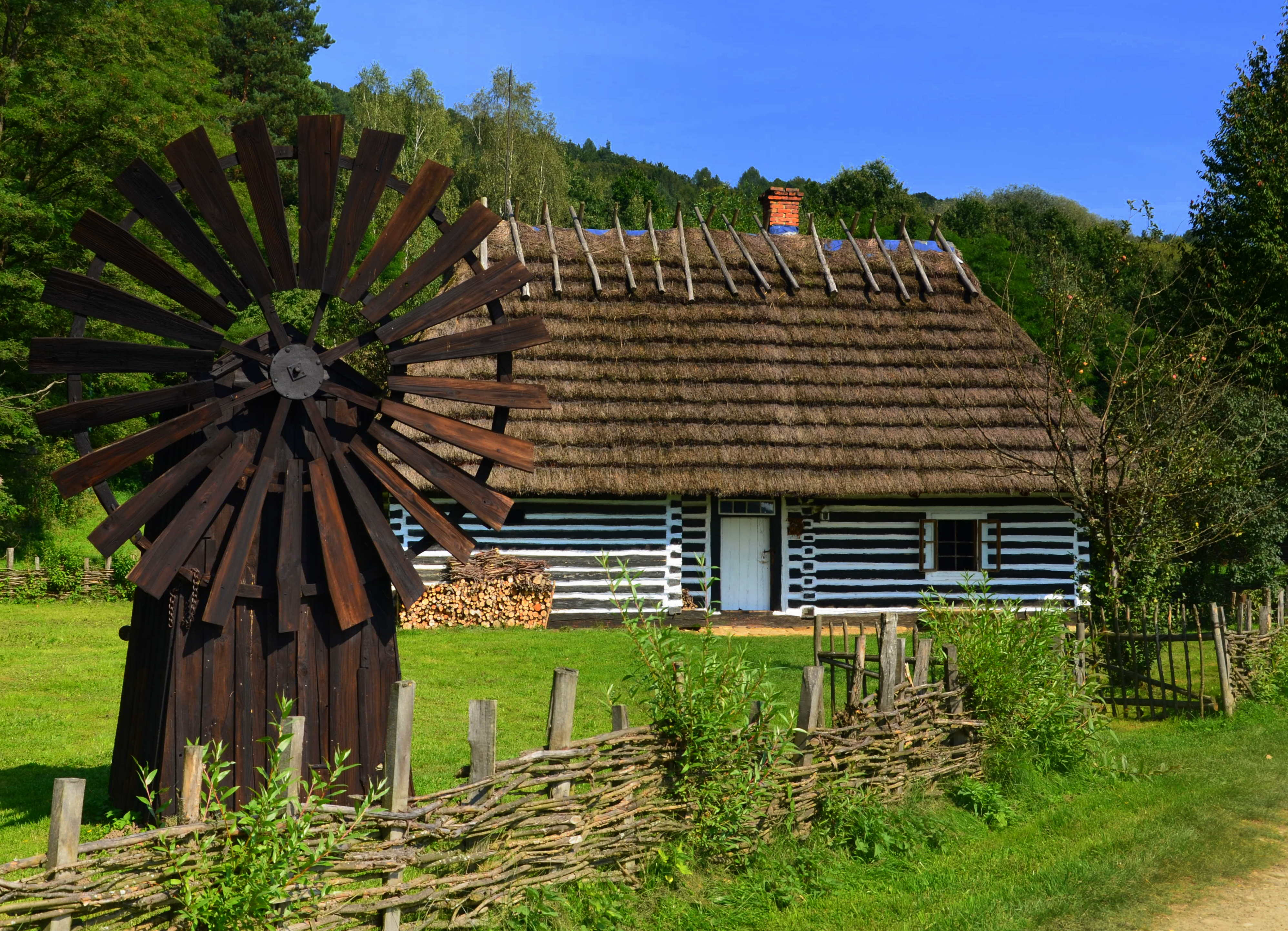
Muzeum Budownictwa Ludowego

### Zabytki i budynki
- Zamek Królewski z XVI wieku
- Kościół i klasztor Franciszkanów z XVII wieku
- Kościół Przemienienia Pańskiego z XIX wieku
- Ratusz przy ul. Rynek 1
- Ratusz przy ul. Rynek 16
- Zajazd w Sanoku (ul. Zamkowa 2) – siedziba Muzeum Historycznego
- Zajazd w Sanoku (ul. Romualda Traugutta 3) – siedziba Muzeum Budownictwa Ludowego
- Kamienica przy ul. Rynek 14 w Sanoku
- Kamienica przy ul. Rynek 18 w Sanoku
- zabytkowe kamienice na starówce (XIX w.)
- Willa Zaleskich w Sanoku
- Ramerówka
- Dom mansjonarski w Sanoku
- Parafia Świętej Trójcy w Sanoku
- Sobór Świętej Trójcy w Sanoku
- Cerkiew św. Dymitra w Sanoku
- Budynek przy ul. Ignacego Daszyńskiego 17 w Sanoku
- Budynek przy ul. Teofila Lenartowicza 2 w Sanoku
- Budynek przy ul. Zamkowej 30 w Sanoku
- Budynek Sądu Rejonowego w Sanoku
- Dom Harcerza w Sanoku
- Kamienica przy ul. Jana III Sobieskiego 16 w Sanoku
- Kamienica przy ul. Jagiellońskiej 2 w Sanoku
- Kamienica przy ulicy Jagiellońskiej 48 w Sanoku
- Kamienica przy ul. Zamkowej 16 w Sanoku
- Kamienica przy ul. Kazimierza Wielkiego 6 w Sanoku
- Kamienica przy ul. Kazimierza Wielkiego 8 w Sanoku
- Kamienice przy ul. Jana III Sobieskiego 8 i 10 w Sanoku
- Gmach Towarzystwa Gimnastycznego Sokół w Sanoku
- Budynek przy ul. Tadeusza Kościuszki 4 w Sanoku
- Budynek przy ul. Adama Mickiewicza 24 w Sanoku
- Dom przy ul. Sanowej 11 w Sanoku

### Pomniki
- Kamień 1000-lecia
- Pomnik Wdzięczności Żołnierzom Armii Czerwonej
- Pomnik Synom Ziemi Sanockiej Poległym i Pomordowanym za Polskę
- Pomnik Grzegorza z Sanoka
- Pomnik Tadeusza Kościuszki
- Pomnik Jana Pawła II
- Pomnik Zygmunta Gorazdowskiego
- Pomnik Zdzisława Beksińskiego
- Ławeczka Józefa Szwejka

### Place, parki
- Park miejski im. Adama Mickiewicza usytuowany na Górze Parkowej, położonej w centrum miasta na wysokości 364 m n.p.m. Na szczycie wzniesienia znajduje się Kopiec Adama Mickiewicza. W parku znajduje się też platforma widokowa oraz źródełko im. Fryderyka Chopina.
- Rynek
- plac św. Michała
- plac św. Jana
- plac Miast Partnerskich
- plac Harcerski im. ks. Zdzisława Peszkowskiego

### Muzea, galerie i atrakcje turystyczne
- Muzeum Historyczne – istnieje od 1934 roku, największa w Europie kolekcja ponad 700 ikon z XV-XIX wieku oraz wystawa twórczości Zdzisława Beksińskiego.
- Muzeum Budownictwa Ludowego (skansen) – założone w 1958 roku, największy w Polsce, jeden z największych w Europie obiekt tego typu, wyjątkową atrakcję skansenu stanowi ekspozycja malarstwa cerkiewnego (XVI-XIX w.) oraz architektura sakralna. Sanockie Muzeum Budownictwa Ludowego oraz Muzeum Historyczne rekomendowane są przez Encyklopedię Larousse’a.
- BWA Galeria Sanocka – powstała w maju 2006 roku, instytucja miejska, niekomercyjna.
- Galeria PWSZ – w galerii można zobaczyć dzieła studentów PWSZ w Sanoku, którzy kształcą się w Instytucie Edukacji Artystycznej.

### Festiwale i przeglądy
- Festiwal im. Adama Didura w Sanoku od roku 1990

### Domy kultury
- Sanocki Dom Kultury
- Dom Kultury „Caritas” (Posada)
- Młodzieżowy Dom Kultury
- Osiedlowy Dom Kultury „Gagatek”
- Osiedlowy Dom Kultury „Puchatek”

### Biblioteki
- Biblioteka Miejska im. Grzegorza z Sanoka
  - Filia nr 1 (Dąbrówka)
  - Filia nr 2 (Posada)
  - Filia nr 3 (Wójtostwo)
  - Filia nr 4 (Olchowce)
- Biblioteka PWSZ
- Biblioteka Pedagogiczna
- Biblioteka Muzeum Historycznego w Sanoku
- Biblioteka Muzeum Budownictwa Ludowego w Sanoku

### Odniesienia w kulturze masowej
- Zygmunt Kaczkowski – Ostatni z Nieczujów, 1853
- Maria Gerson-Dąbrowska – Historia prawdziwa o Grzesiu z Sanoka (z powieści J. I. Kraszewskiego), 1899
- Jaroslav Hašek – Przygody dobrego wojaka Szwejka podczas wojny światowej, 1921
- Sąd polowy w Sanoku (tyt. oryg. Das Feldgericht von Sanok) – film z 1927 w reż. Hansa Ottona Löwenstein, przez Sascha Film (Wien), rola główna: Igo Sym[79][80]
- Kalman Segal – A shṭeṭl baym San, 1965; Nad dziwną rzeką Sambation, 1957; Dolina zielonej pszenicy, 1964; Śmierć archiwariusza, 1967; Miłość o zmierzchu, 1962
- Emil Kardin – Odsłonięte skrzydło (ros. Открытый фланг, 1964; 1978)[81]
- Jurij Bondariew – Cisza (ros. Тишина, 1964)[82]
- Niebiesko-Czarni / Ada Rusowicz – Wczesny zmierzch nad Sanokiem, 1968
- Kazimierz Orłoś Cudowna melina, Instytut Literacki w Paryżu, 1972; Warszawa, Iskry, 1989[83]
- Droga – serial telewizyjny z 1973: w odc. 2 pt. „Numer próbny” widoczne są autobusy marki Autosan jadące ulicą Jagiellońską w Sanoku w kierunku centrum miasta[84]
- Marian Pankowski – Granatowy goździk, 1972; U starszego brata na przyzbie, 2005
- Janusz Szuber – Apokryfy i epitafia sanockie, 1996; Mojość, 2005
- Artur „Baron” Więcek – Zakochany Anioł, 2005
- Michał Lonstar – Długi kurs, 2008
- Bartłomiej Rychter – Złoty Wilk, 2009
- Leon Getz – Sanok; Schody klasztorne w Sanoku
- Brathanki – W kinie, w Lublinie – kochaj mnie, 2001
- Beniamin Tytus Muszyński – Hipoteza, 2015

## Ludzie związani z Sanokiem
Można wspomnieć o takich artystach jak: Jan Gniewosz (poł. XIX w.), Józef Sitarz, Leon Getz i Władysław Lisowski (okres międzywojenny) oraz Roman Tarkowski, Anna i Tadeusz Turkowscy, Kazimierz Florek, Marian Kruczek, Kalman Segal, Zdzisław Beksiński, Władysław Szulc, Janusz Szuber, Barbara Bandurka, a także licznych intelektualistach, reprezentujących różne dziedziny nauki: Julianie Krzyżanowskim, Romanie Vetulanim i jego synach czy Adamie Fastnachcie. Z Sanoka pochodził również Juliusz Kühl, polski dyplomata pochodzenia żydowskiego, pracownik konsulatu RP w Bernie i uczestnik akcji fabrykowania paszportów latynoamerykańskich dla ratowania Żydów z Holocaustu.
Od 1867 roku władze miasta przyznają tytuł Honorowego Obywatelstwa Królewskiego Wolnego Miasta Sanoka, które otrzymują osoby uznane za zasłużone dla Sanoka, a także wybitne osobistości.

## Demografia
Według prognoz Instytutu Geografii i Przestrzennego Zagospodarowania PAN z roku 2017 miastu grozi marginalizacja i zjawiska kryzysowe związane m.in. ze spadkiem liczby ludności, zwłaszcza osób młodych i lepiej wykształconych.

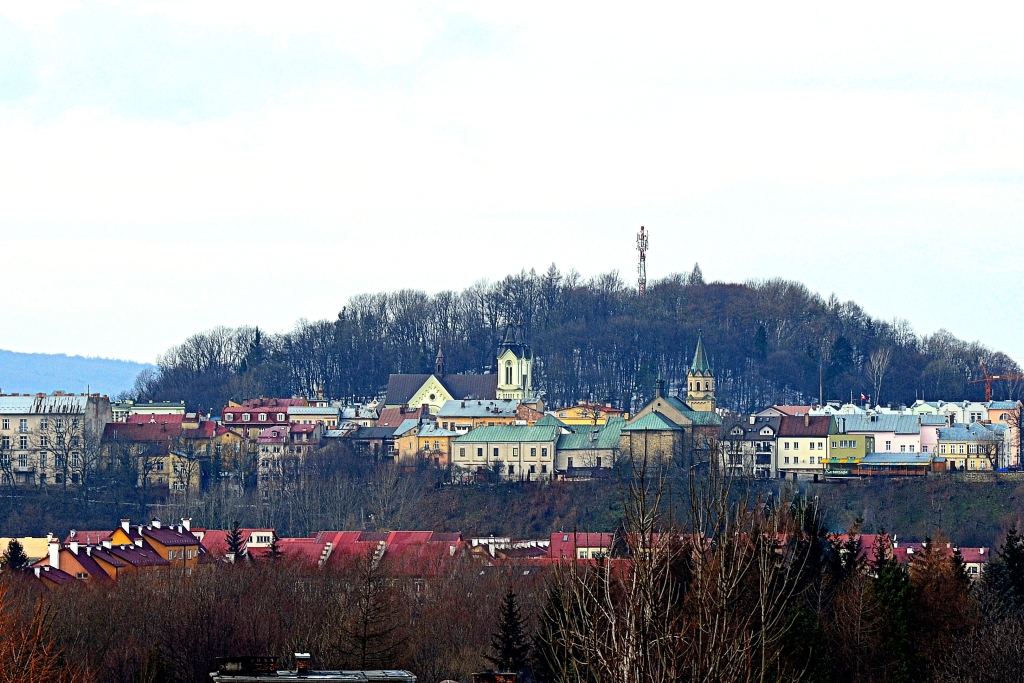
Panorama Sanoka w tle Góra Parkowa

Liczba osób zameldowanych na 31.12.2019r. w Sanoku wynosiła 37 113 osób.
Rejestr mieszkańców z podziałem na dzielnice prezentuje się następująco (dane na 31.12.2019r):
Błonie – 4866 osób
Dąbrówka – 3866 osób
Olchowce – 2667 osób
Posada – 5808 osób
Śródmieście – 5869 osób
Wójtostwo – 11463 osoby
Zatorze – 1633 osoby
| Rok                | 1867 | 1883 | 1900 | 1910   | 1921 | 1930   | 1931   | 1939   | 2000   |
| Liczba mieszkańców | 3105 | 5181 | 5800 | 10 711 | 9600 | 10 711 | 14 300 | 17 862 | 41 401 |

Według danych GUS największą populację Sanok odnotował 30 czerwca 1998 - 41 692 mieszkańców.

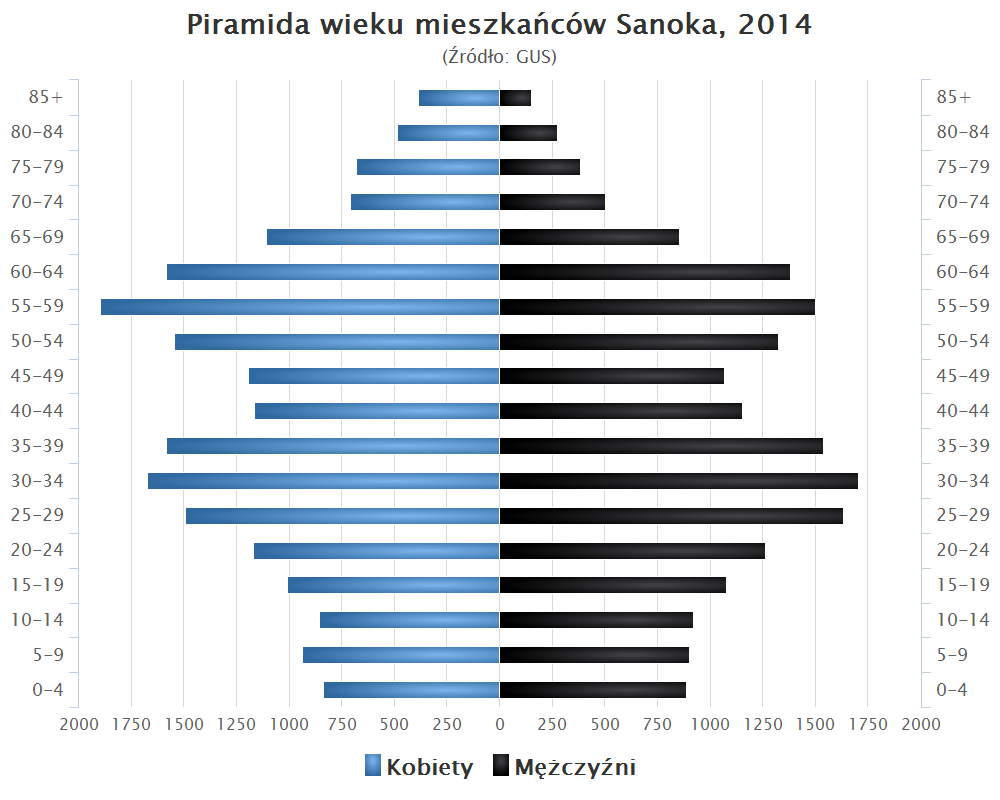
Piramida wieku mieszkańców Sanoka w 2014 roku

Dane z 31 grudnia 2014:
| Opis                              | Ogółem  | Ogółem  | Kobiety | Kobiety | Mężczyźni | Mężczyźni |
| --------------------------------- | ------- | ------- | ------- | ------- | --------- | --------- |
| Jednostka                         | osób    | %       | osób    | %       | osób      | %         |
| Populacja                         | 38 818  | 100     | 20 289  | 52,2    | 18 529    | 47,8      |
| Gęstość zaludnienia [mieszk./km²] | 1019,38 | 1019,38 | 532,80  | 532,80  | 486,58    | 486,58    |

## Polityka i administracja

### Budżet miasta
| Budżet miasta Sanoka | Budżet miasta Sanoka | Budżet miasta Sanoka |
| -------------------- | -------------------- | -------------------- |
| 1.                   | 2008                 | 83,3 mln zł          |
| 2.                   | 2009                 | 88,0 mln zł          |
| 3.                   | 2010                 | 83,6 mln zł          |
| 4.                   | 2011                 | 117,5 mln zł         |

### Dzielnice Sanoka
W październiku 1984 uchwałą ustanowiono w Sanoku pięć dzielnic i nadano im nazwy: Śródmieście, Wójtostwo, Posada, Dąbrówka, Olchowce. W późniejszym czasie dołączono Zatorze i Błonie. W granicach miasta znajdują się następujące osiedla: Jana Pawła II, Sierakowskiego, Sadowa, Kiczury, Biała Góra, Okołowiczówka, Kościuszki, Robotnicza, Podgaje, Szklana Góra, Porcelana, Jerozolima, Zawadka, Jana III Sobieskiego, Olchowce, Czerwony Pagórek, Nad Stawami, Wyspiańskiego, Zawiszy.

### Burmistrz i rada miasta
Na czele miasta stoi burmistrz Sanoka, wybierany w wyborach bezpośrednich. W wyborach samorządowych w 2018 na urząd został wybrany Tomasz Adam Matuszewski, zaprzysiężony na urząd 19 listopada 2018.

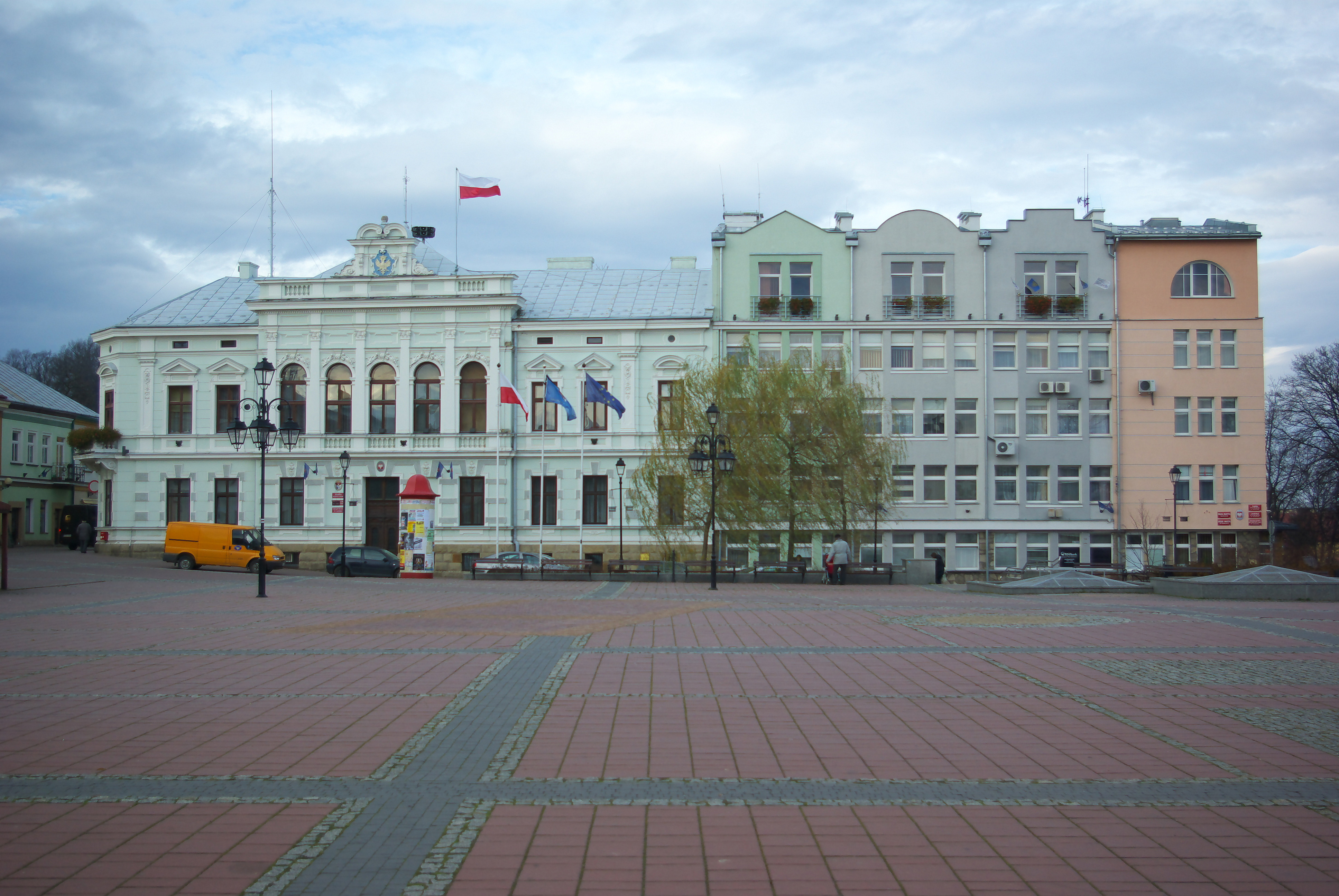
Ratusz miejski – siedziba Urzędu Miasta, Rady Miasta, Rady Powiatu i Burmistrza Miasta Sanoka

Organem stanowiącym jest Rada Miasta Sanoka, składająca się z 21 radnych- Radni Rady Miejskiej VIII kadencji wybrani w wyborach samorządowych w 2018:
- KW Prawo i Sprawiedliwość – 9 mandatów, Adam Kornecki – 503 głosów, Wanda Kot – 346 głosów, Łukasz Radożycki – 296 głosów, Grażyna Rogowska-Chęć – 320 głosów, Ryszard Karaczkowski – 266 głosów, Stanisław Chęć – 506 głosów, Grzegorz Kozak – 310 głosów, Henryka Tymoczko – 337 głosów, Roman Babiak – 280 głosów
- KWW Demokraci Ziemi Sanockiej – 4 mandaty; Zofia Kordela-Borczyk – 348 głosów, Sławomir Miklicz – 572 głosów, Jakub Osika – 698 głosów, Teresa Lisowska – 169 głosów
- KWW Łączy Nas Sanok – 4 mandaty; Andrzej Romaniak – 222 głosów, Tomasz Matuszewski – 517 głosów (po wyborze na urząd burmistrza jego miejsce zajął Marek Karaś), Radosław Wituszyński – 135 głosów, Katarzyna Sieradzka – 147 głosów
- KWW Niezależni Sanok – 2 mandaty, Agnieszka Kornecka-Mitadis – 184 głosów, Maciej Drwięga – 371 głosów
- KWW Samorządu Ziemi Sanockiej – 2 mandaty; Beata Wróbel – 141 głosów; Adam Ryniak – 304 głosów

## Wspólnoty wyznaniowe

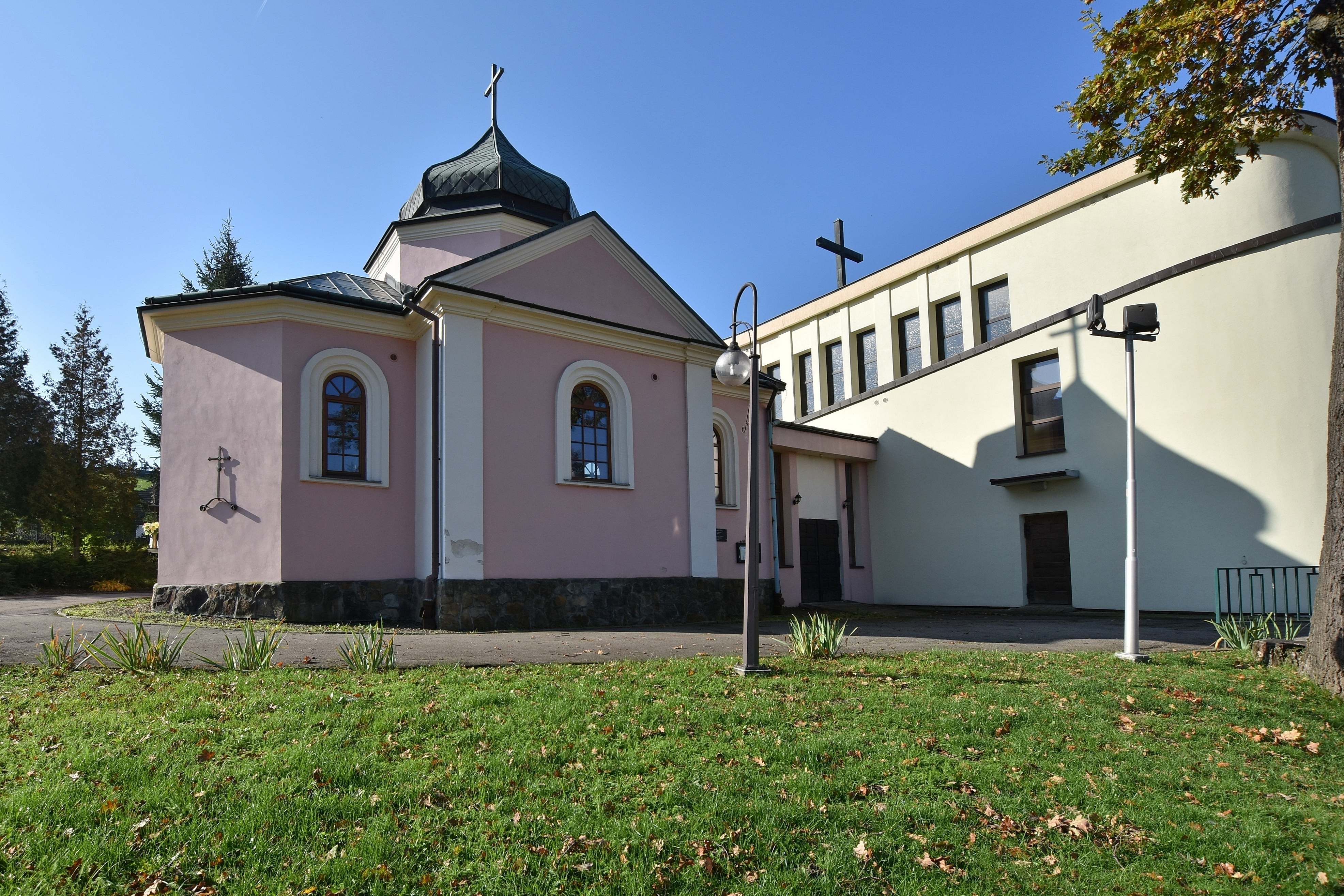
Cerkiew greckokatolicka św. Dymitra

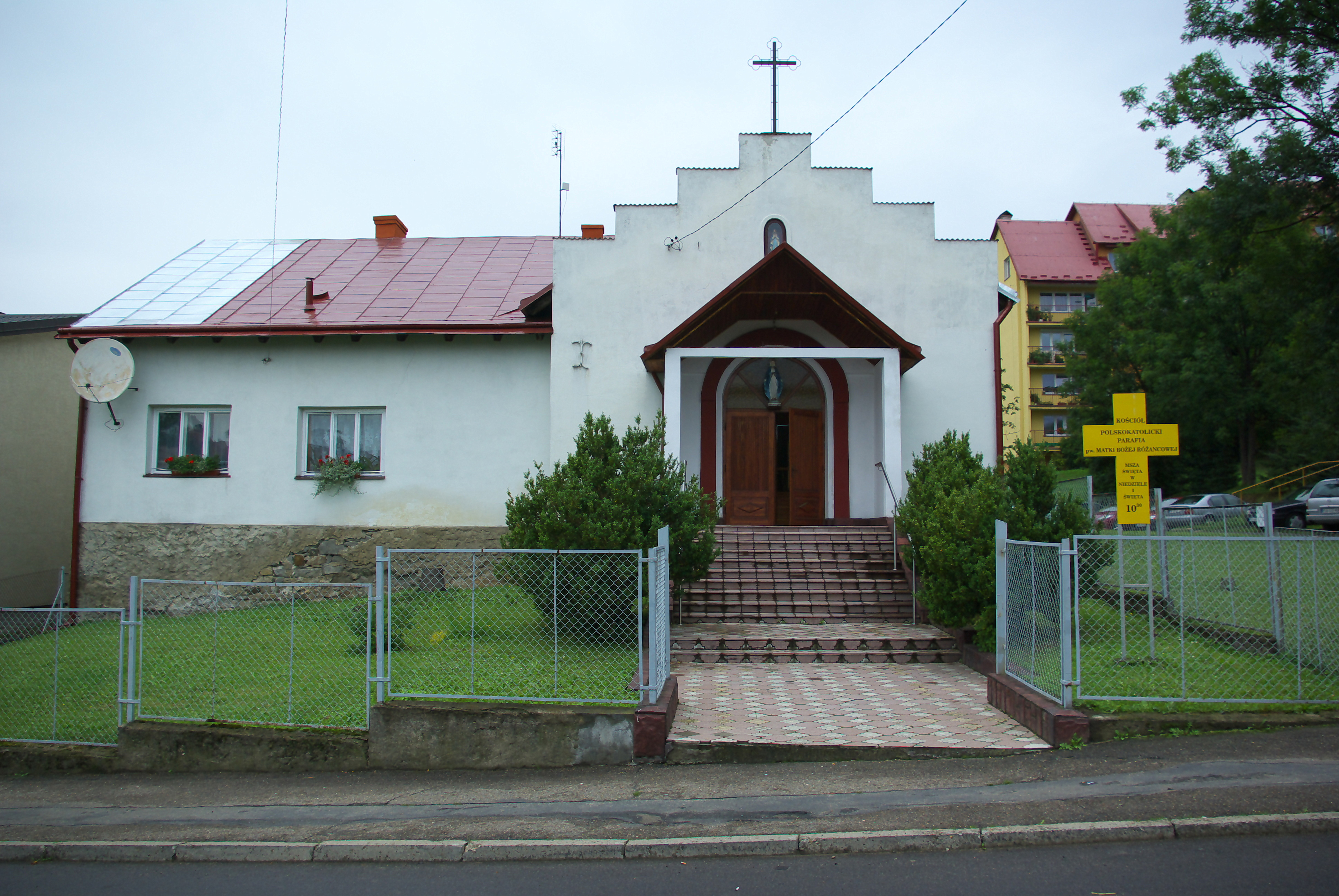
Kościół polskokatolicki Matki Bożej Różańcowej

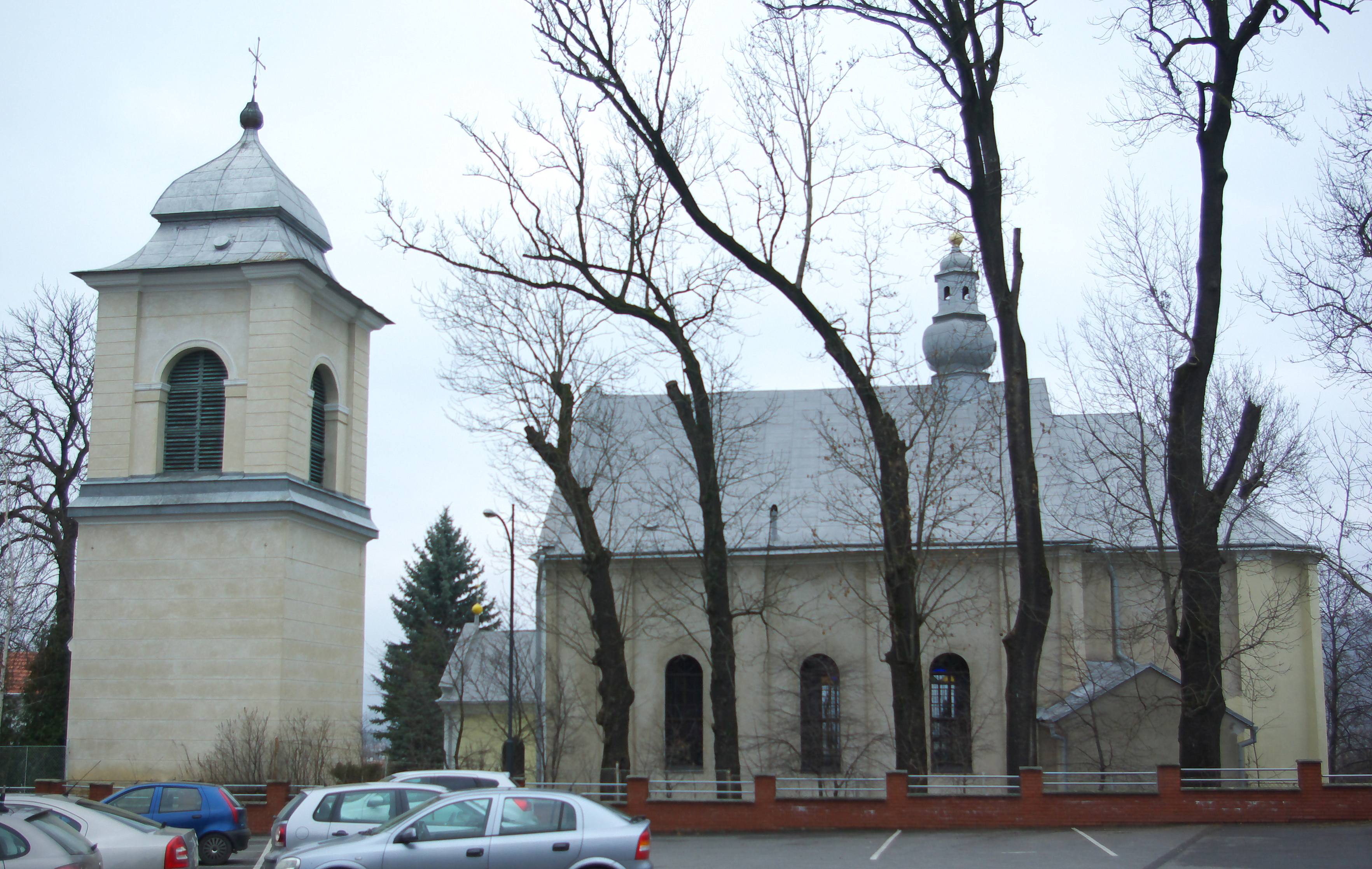
Sobór prawosławny Świętej Trójcy

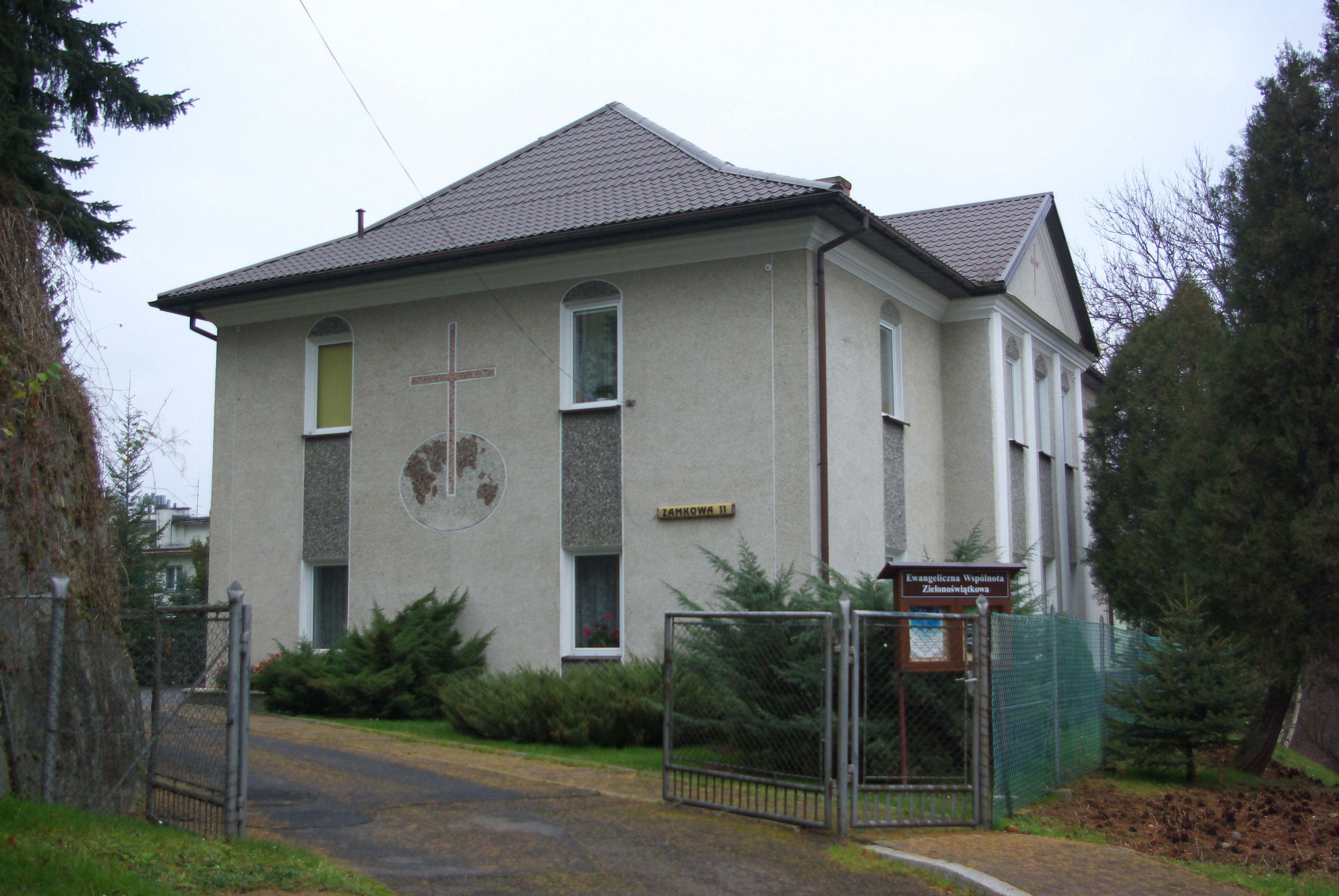
Kościół zboru Ewangelicznej Wspólnoty Zielonoświątkowej

### Judaizm
- Synagogi (historyczne):
  - Stara Synagoga w Sanoku[99]
  - Wielka Synagoga w Sanoku[99]
  - Synagoga Klaus Sadogóra[100]
  - Synagoga Jad Charuzim[101]
  - Synagoga przy Cerkiewnej[102]
  - Dawna bożnica przy ulicy Floriańskiej[103]
  - Synagoga przy ulicy Rymanowskiej[104]
  - Synagoga na Posadzie Olchowskiej[105]

### Katolicyzm
- Kościół greckokatolicki:
  - parafia św. Dymitra[106]
- Kościół Polskokatolicki w RP:
  - parafia Matki Bożej Różańcowej[107]
- Kościół rzymskokatolicki:
  - Dekanat Sanok I[108]
  - Dekanat Sanok II[108]

### Prawosławie
- Polski Autokefaliczny Kościół Prawosławny:
  - parafia Świętej Trójcy (Sobór Świętej Trójcy w Sanoku)

### Protestantyzm
- Kościół Adwentystów Dnia Siódmego w RP:
  - zbór w Sanoku[109]
- Kościół Boży w Polsce:
  - placówka w Sanoku Kościoła Chrześcijańskiego „Zwycięstwo” w Krośnie[110]
- Ewangeliczna Wspólnota Zielonoświątkowa:
  - zbór w Sanoku[111]

### Restoracjonizm
- Świadkowie Jehowy:
  - zbór Sanok–Centrum[112]
  - zbór Sanok–Południe[112]
  - zbór Sanok–Zachód (w tym grupy języka migowego), Sala Królestwa[112].

### Cmentarze
- Cmentarz Centralny w Sanoku
- Nowy cmentarz żydowski w Sanoku
- Stary cmentarz żydowski w Sanoku (nieistniejący)
- Cmentarz Północny
- Cmentarz Południowy
- Cmentarz Żołnierzy II wojny światowej

## Oświata
| Przedszkola - Publiczne Przedszkole Samorządowe nr 1 - Publiczne Przedszkole Samorządowe nr 2 im. Jana Pawła II - Publiczne Przedszkole Samorządowe nr 3 - Publiczne Przedszkole Samorządowe nr 4 Szkoły podstawowe - Szkoła Podstawowa nr 1 im. gen. B. Prugara-Ketlinga - Szkoła Podstawowa nr 2 im. Św. Kingi - Szkoła Podstawowa nr 3 im. Tadeusza Kościuszki - Szkoła Podstawowa nr 4 im. Zdzisława Peszkowskiego - Szkoła Podstawowa nr 5 - Szkoła Podstawowa nr 6 im. Jana Pawła II - Szkoła Podstawowa nr 7 Szkoły policealne - Podkarpacka Szkoła Przedsiębiorczości - Szkoła Policealna dla Dorosłych nr 1 - Szkoła Policealna dla Dorosłych nr 3 - Zespół Szkół Medycznych im. Anny Jenke Szkoły wyższe - Uczelnia Państwowa im. Jana Grodka w Sanoku - Nauczycielskie Kolegium Języków Obcych - Akademia Nauk Stosowanych Wincentego Pola w Lublinie przy Regionalnym Centrum Rozwoju Edukacji w Sanoku (Podyplomowe) Inne - Podkarpacka Szkoła Przedsiębiorczości - Policealne Studium w Sanoku Zakładu Doskonalenia Zawodowego w Rzeszowie - Centrum Doskonalenia Nauczycieli - Technikum na podbudowie ZSZ - Centrum Kształcenia Praktycznego - Państwowa Szkoła Muzyczna I i II st. im. Wandy Kossakowej - Szkoła Muzyczna imienia Mikołaja Witalisa - Uniwersytet III Wieku im. Jana Grodka |  | Szkoły ponadpodstawowe - I Liceum Ogólnokształcące im. Komisji Edukacji Narodowej - II Liceum Ogólnokształcące im. Marii Skłodowskiej-Curie - I Społeczne Liceum Ogólnokształcące - Zespół Szkół nr 1 im. Karola Adamieckiego (b. Zespół Szkół Ekonomicznych) - - IV Liceum Ogólnokształcące - Technikum nr 1 - Zasadnicza Szkoła Zawodowa nr 1 - Technikum Uzupełniające - Zespół Szkół nr 2 im. Grzegorza z Sanoka w Sanoku (b. Zespół Szkół Mechanicznych) - - III Liceum Ogólnokształcące - II Liceum Profilowane - Technikum nr 2 - Zasadnicza Szkoła Zawodowa nr 2 - Zespół Szkół nr 3 im. Walentego Lipińskiego i Mateusza Beksińskiego (b. Zespół Szkół Technicznych) - V Liceum Ogólnokształcące - III Liceum profilowane - Zasadnicza Szkoła Zawodowa nr 3 - Szkoła Policealna Zaoczna - Technikum nr 3 - Zespół Szkół nr 4 im. Kazimierza Wielkiego (b. Zespół Szkół Budowlanych) - VI Liceum Ogólnokształcące - Technikum nr 4 - Zasadnicza Szkoła Zawodowa nr 4 - Zasadnicza Szkoła Zawodowa nr 6 - Technikum Uzupełniające dla Dorosłych - IV Liceum Profilowane - Zespół Szkół nr 5 im. Ignacego Łukasiewicza (b. Zespół Szkół Zawodowych) - V Liceum Profilowane - Technikum nr 5 - Zasadnicza Szkoła Zawodowa nr 5 - Liceum Ogólnokształcące uzupełniające dla dorosłych |

### Szkoły zlikwidowane
Gimnazja

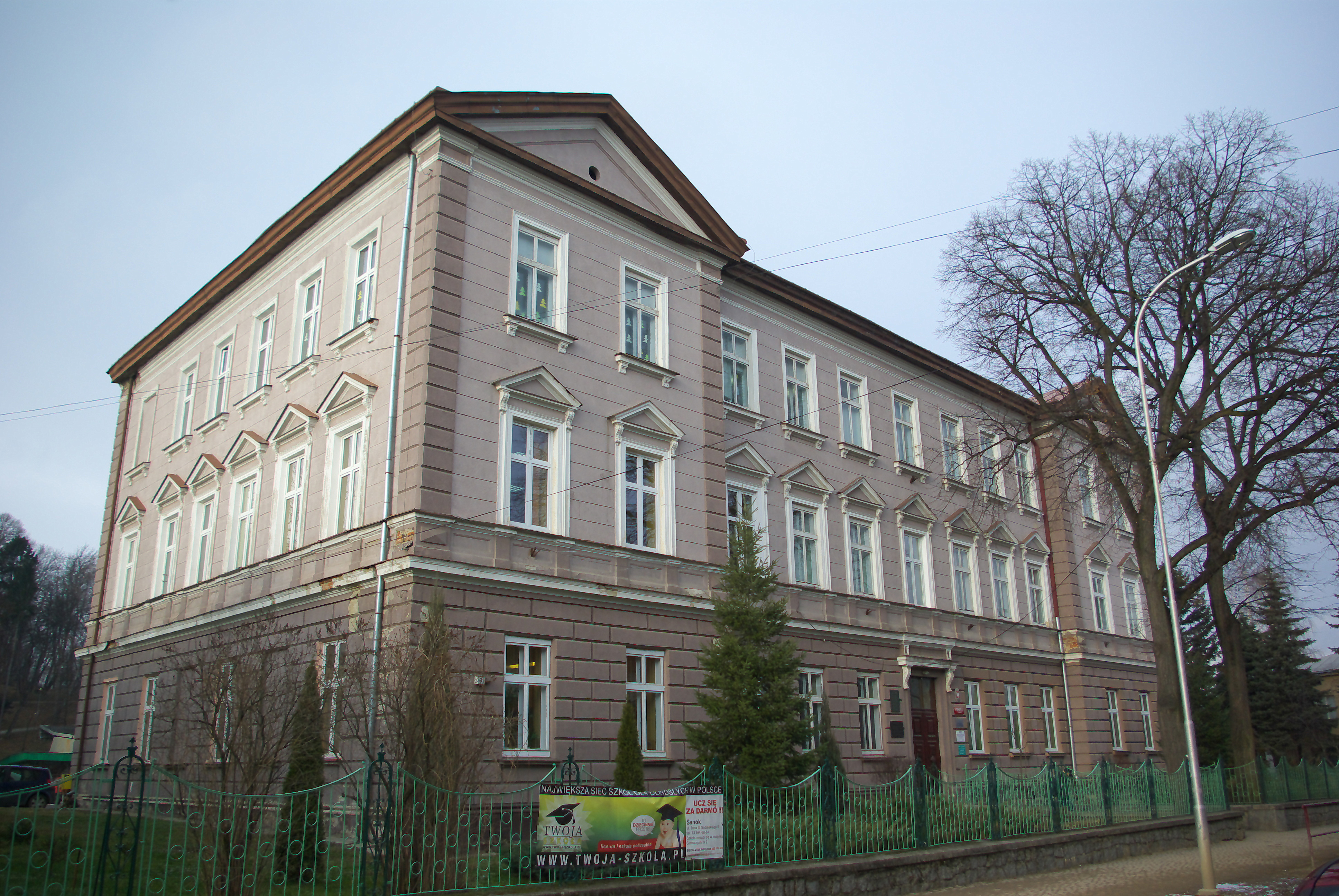
Gimnazjum nr 2 im. Królowej Zofii

- Gimnazjum nr 1 im. Grzegorza z Sanoka
- Gimnazjum nr 2 im. Królowej Zofii
- Gimnazjum nr 3
- Gimnazjum nr 4 im. 6 Pomorskiej Dywizji Piechoty
- Gimnazjum nr 5

## Sport i rekreacja

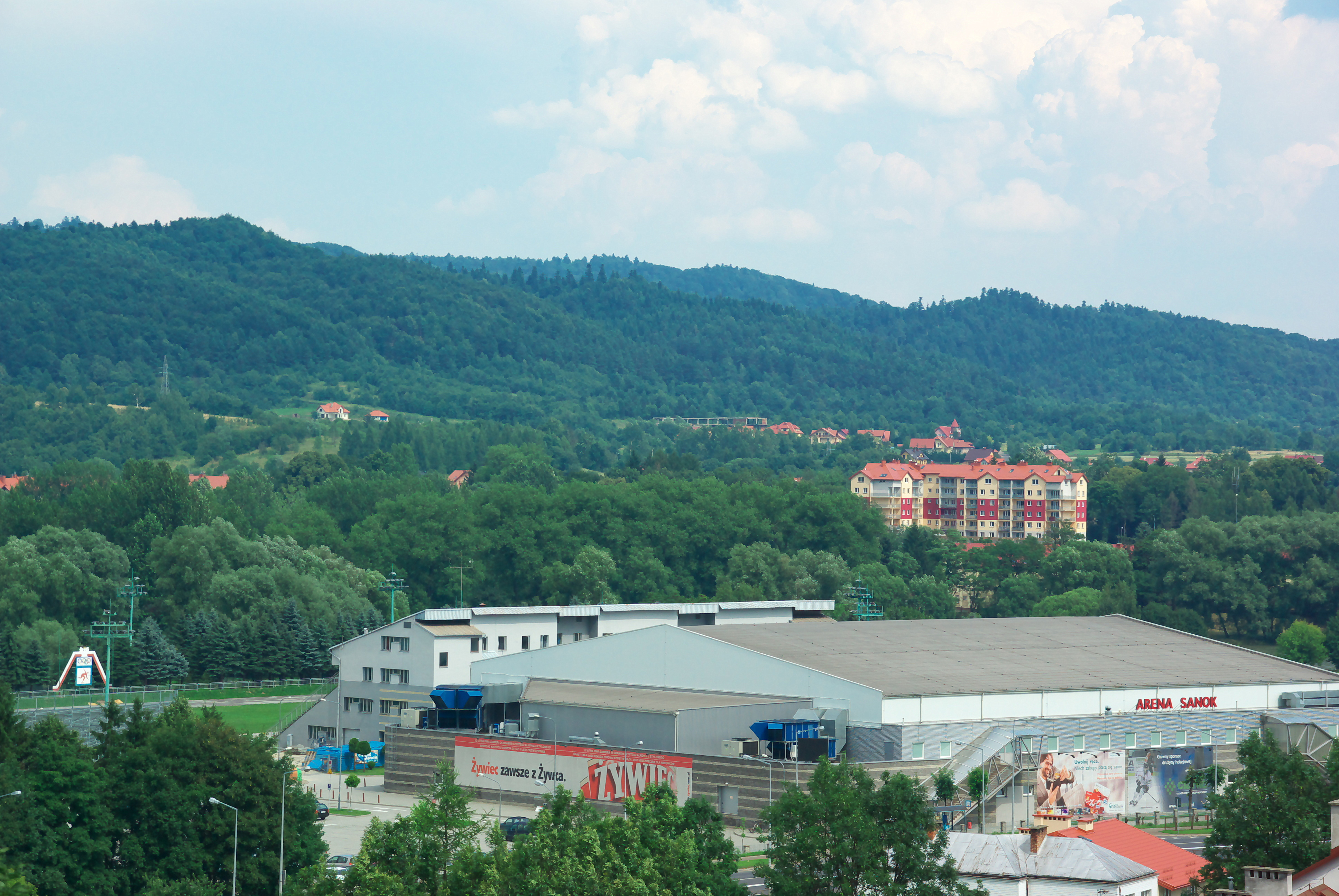
Kompleks MOSiR, po prawej lodowisko Arena Sanok

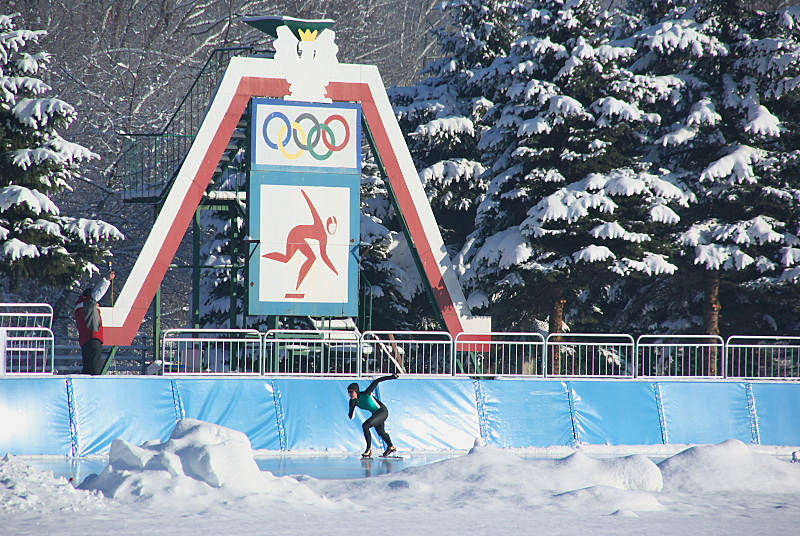
Tor łyżwiarski Błonie, jeden z czterech tego typu obiektów w Polsce

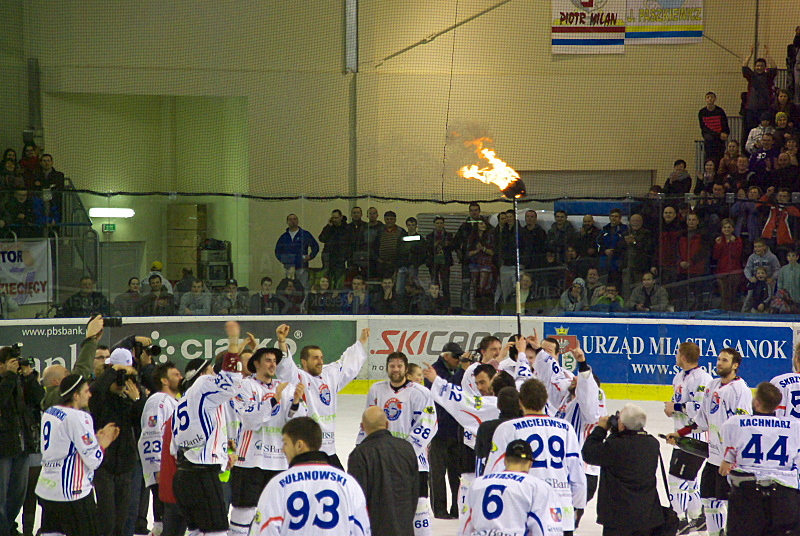
Hokeiści Ciarko PBS Bank Sanok świętujący zdobycie Mistrzostwa Polski (14.03.2012)

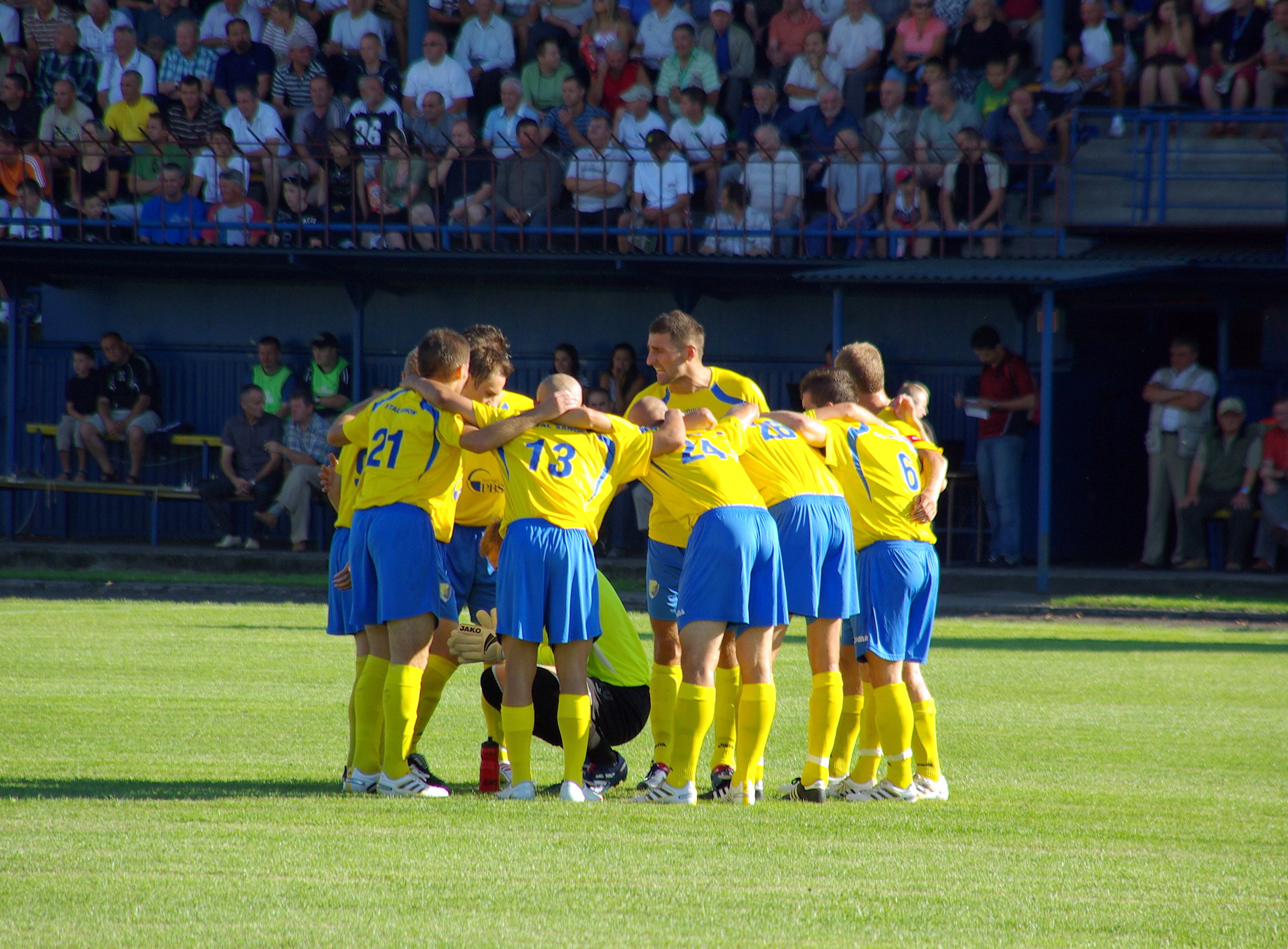
Piłkarze Stali Sanok (21.08.2010)

Głównym podmiotem odpowiedzialnym za sport i rekreację w mieście jest Miejski Ośrodek Sportu i Rekreacji (MOSiR), założony w 1965 roku. Pod jego egidą funkcjonuje tor łyżwiarski Błonie (otwarty w 1980) oraz hala widowiskowo-sportowa z lodowiskiem Arena Sanok (otwarta w 2006), spełniająca wymogi do organizowania mistrzostw Europy czy świata w wielu dyscyplinach sportowych. Obiekt jest jedną z najnowocześniejszych hal sportowych w Polsce. Może pomieścić do 5000 osób (miejsc siedzących ok. 3000). Hala jest również wyposażona w scenę do organizowania koncertów.

### Obiekty sportowe
- Miejski Ośrodek Sportu i Rekreacji w Sanoku
- Stadion MOSiR „Wierchy”
- Arena Sanok – hala widowiskowo-sportowa z lodowiskiem
- Tor łyżwiarski Błonie
- Korty tenisowe
- Trzy obiekty powstałe w ramach programu Orlik 2012: przy SP nr 4[114], SP nr 1[115] oraz I LO[116]

### Kluby sportowe
W Sanoku działają kluby sportowe. Najstarszym jest Sanoczanka Sanok, założony w 1935 roku, obecnie nieistniejący (jego tradycje kontynuuje drużyna PBS Bank Sanoczanka Sanok. Najbardziej utytułowany jest sanocki klub hokeja na lodzie, założony pierwotnie w 1958, działający pod nazwami Stal, STS, SKH, KH, Ciarko KH, występujący w najwyższej klasie rozgrywkowej (najwyższej klasie rozgrywkowej), dwukrotny zdobywca Pucharu Polski z 2010 i 2011 oraz Mistrzostwa Polski z 2012 i 2014. Drugim klubem jest Stal Sanok (założony w 1946, w przeszłości klub wielosekcyjny, później prowadzący drużynę piłki nożnej), którego drużyna zasłynęła zw wyeliminowania aktualnego mistrza Polski, zespołu Legii Warszawa z Pucharu Polski w 2006 roku oraz m.in. Widzewa Łódź z edycji Pucharu Polski w 2008 roku. Popularne jest także łyżwiarstwo szybkie.
- STS Sanok (hokej na lodzie – PHL)
- Stal Sanok (piłka nożna)
- Wiki Sanok (piłka nożna)
- TSV Sanok (piłka siatkowa mężczyzn – I liga)
- PBS Bank Sanoczanka Sanok (piłka siatkowa kobiet – III liga)
- TS Zryw Sanok (łyżwiarstwo szybkie)
- SKŁ Górnik Sanok (łyżwiarstwo szybkie)
- Elcom MOSiR Sanok (łyżwiarstwo szybkie)
- UKS MOSiR Sanok (short track)
- MKS Sanok (pływanie)
- ZKS Stomil-Sanoczanka (tytuły mistrzów Polski w wyciskaniu leżąc, podnoszenie ciężarów, siatkówka)
- Sanocki Klub Tenisowy (tenis ziemny)
- Sanocki Klub Karate-Do Kyokushinkai (karate kyokushin, tytuły mistrzów Polski)
- ZKS Komunalni Sanok (lekkoatletyka, szachy)
- BUKS Ring MOSiR Sanok (boks)
- Klub kolarski „TimXTrim”
- Bieszczadzkie Towarzystwo Żeglarskie
- Sanocki Klub Rajdowy
- Szkoła Sztuk Walki Samuraj Sanok (Boks, Kickboxing, MMA)
- Sekcja Judo UKS Pantera

### Sportowcy pochodzący z Sanoka
Najbardziej znanymi sportowcami pochodzącymi z Sanoka są m.in. panczeniści Katarzyna Bachleda-Curuś (dwukrotna medalistka zimowych igrzysk olimpijskich w biegu drużynowym) i Maciej Biega (olimpijczyk z Vancouver), hokeiści Piotr Milan, Marcin Ćwikła, Tomasz Demkowicz, Maciej Mermer i Michał Radwański, Karol Biłas, Bartosz Florczak (sześciu ostatnich – reprezentanci Polski), piłkarz i obecnie trener piłkarski Orest Lenczyk, biathlonista Łukasz Szczurek (urodzony w Sanoku, lecz wychowywał się w Iwoniczu-Zdroju, dwukrotny olimpijczyk) i kolarz górski Marcin Karczyński (olimpijczyk z Aten). Artur Szychowski (Mistrz i reprezentant Polski w Kickboxingu) Kamil Rościński (Mistrz i Reprezentant Polski w Kickboxingu) Adam Tutak (Mistrz i Reprezentant Polski w Kickboxingu oraz medalista Mistrzostw Polski w Boksie Olimpijskim)

### Rozrywka i rekreacja
Sanockie Błonie stanowią tereny zielone rozciągające się od Obwodnicy Północnej do rzeki San. W okresie letnim są istotnym miejscem rekreacji i wypoczynku dla okolicznych mieszkańców. Organizowane są tu miejskie imprezy masowe, koncerty. Na błoniach znajdują się boiska do piłki nożnej, koszykówki, stoły do tenisa stołowego itp.

## Transport

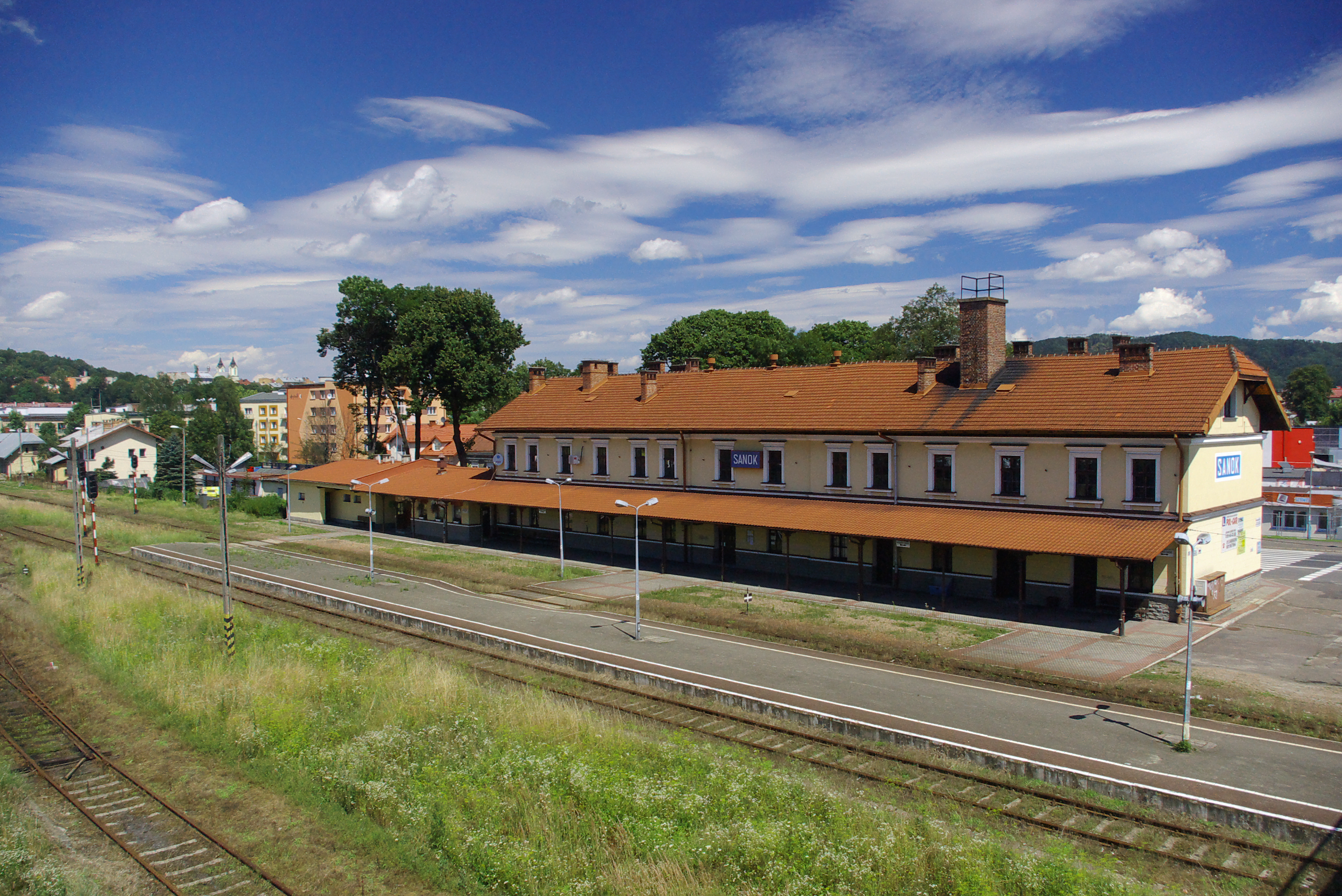
Dworzec główny PKP w Sanoku

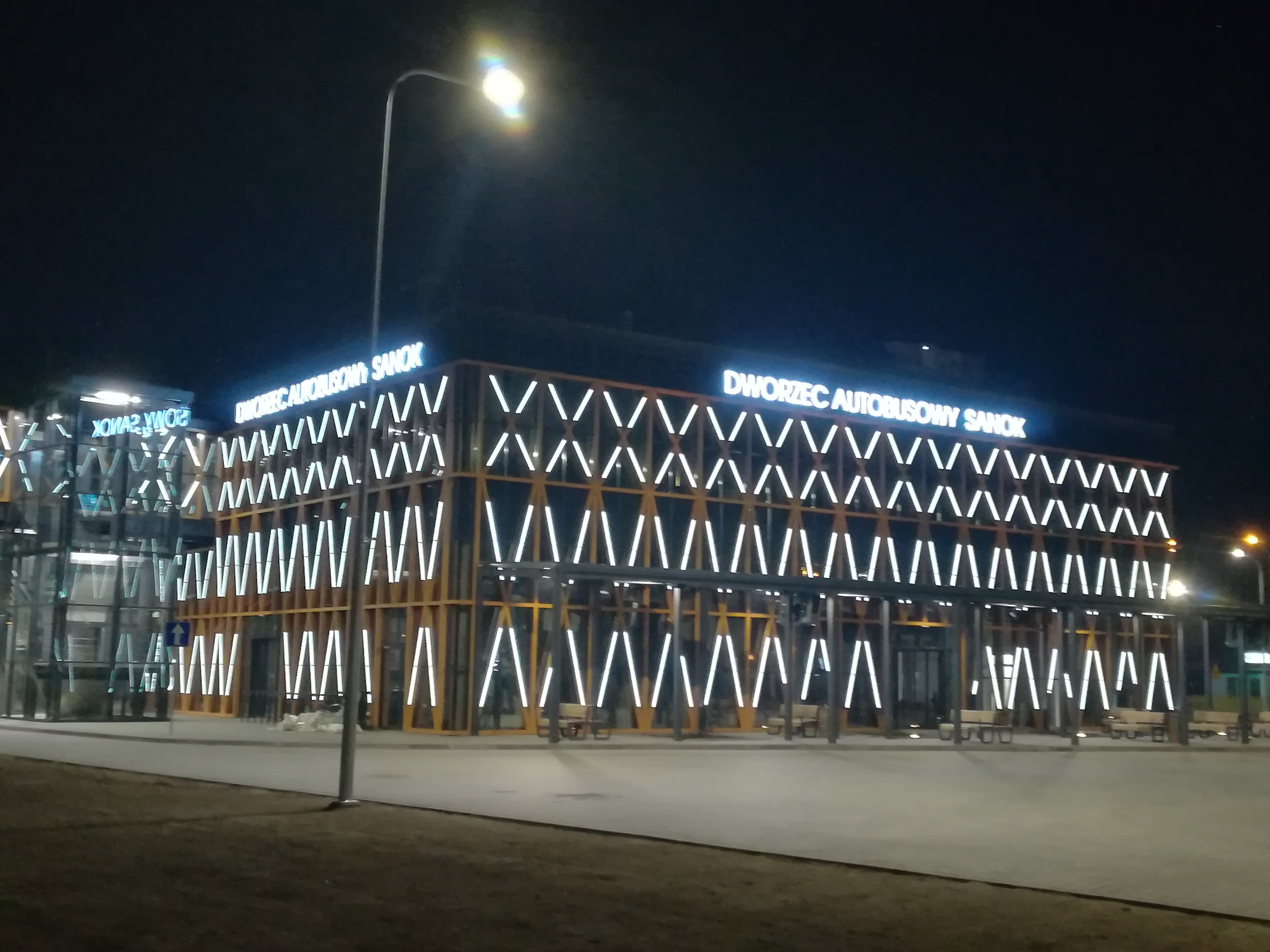
Dworzec autobusowy w Sanoku nocą (2019)

Komunikację miejską oraz podmiejską obsługuje MKS Sanok.
W rejonie Sanoka przebiegają:
- droga krajowa nr 28 (Zator – Medyka) – Obwodnica Sanoka
- droga krajowa nr 84 (Sanok – Krościenko)
- droga wojewódzka nr 886 (Domaradz – Zabłotce)

1 lipca 2017 stary dworzec autobusowy w Sanoku został zamknięty w celu przebudowy. W marcu 2019 zakończono budowę nowego budynku dworca połączonego zadaszonym łącznikiem z dworcem kolejowym.

### Transport lotniczy
W Sanoku znajdują się dwa lądowiska dla śmigłowców SP ZOZ Lotniczego Pogotowia Ratunkowego. Lądowisko Sanok-Baza usytuowane jest na Białej Górze na prawym brzegu Sanu. Śmigłowce sanockiego LPR obsługują całe województwo podkarpackie, głównie Bieszczady, zapewniając szybką pomoc mieszkańcom województwa i turystom odwiedzającym ten region. Dysponuje śmigłowcem Eurocopter EC135, który w połowie sierpnia 2010 zastąpił wysłużonego Mi-2. Lądowisko zostało gruntownie przebudowane i od maja 2012 roku można na nim wykonywać loty całodobowe. Drugie lądowisko Sanok-Szpital dla helikopterów znajduje się przy Szpitalu Specjalistycznym w bezpośrednim sąsiedztwie Szpitalnego Oddziału Ratunkowego, które również może przyjmować śmigłowce zarówno w dzień, jak i nocą dzięki zainstalowaniu najnowocześniejszego oświetlenia naprowadzającego na obu lądowiskach. Niejednokrotnie ratownicy sanockiego LPR współpracują w czasie akcji ratowniczych z Grupą Bieszczadzką GOPR.
Najbliższe lotnisko sportowo-szkoleniowe znajduje się w Krośnie a lotnisko pasażerskie Rzeszów-Jasionka obsługujące połączenia krajowe i zagraniczne oddalone jest o 80 km.

## Media

### Radia
- Radio Eska Rzeszów (byłe Radio Bieszczady)
- Radio Złote Przeboje 103.6 FM Bieszczady

### Czasopisma
- Gazeta Sanocka
- Tygodnik Sanocki
- Nowiny24
- Nowe Podkarpacie

## Współpraca międzynarodowa

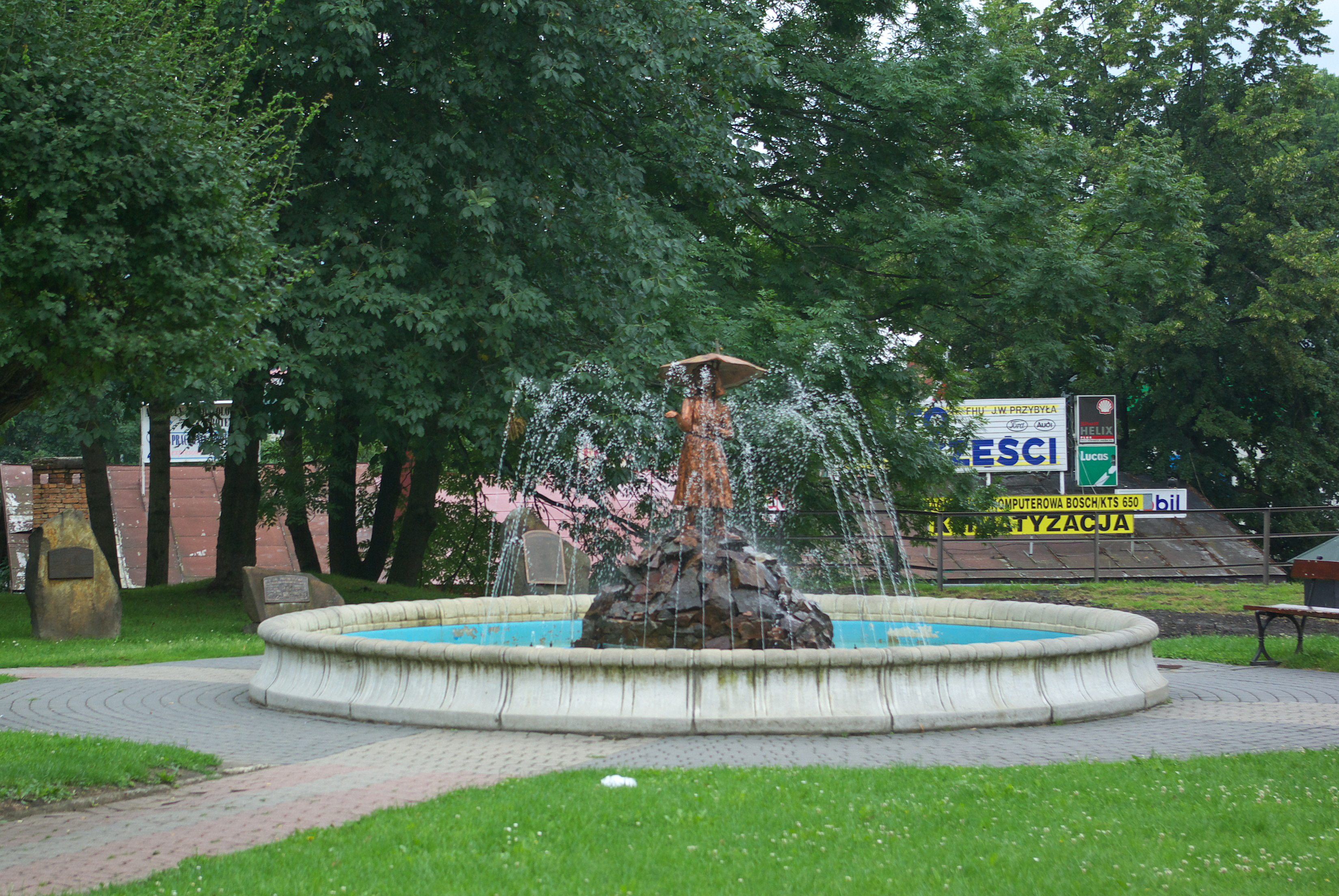
Plac Miast Partnerskich z obiektami upamiętniającymi współpracę międzynarodową (2012)

Miasta i gminy partnerskie):
| Miasto                  | Państwo       | Rok zawiązania |
| ----------------------- | ------------- | -------------- |
| Białogród nad Dniestrem | Ukraina       |                |
| Cestas                  | Francja (UE)  |                |
| Fürstenwalde/Spree      | Niemcy (UE)   |                |
| Kamieniec Podolski      | Ukraina       |                |
| Gyöngyös                | Węgry (UE)    |                |
| Humenné                 | Słowacja (UE) |                |
| Östersund               | Szwecja (UE)  |                |
| Reinheim                | Niemcy (UE)   |                |
| Truskawiec              | Ukraina       | 2023           |

## Wyróżnienia
- Tytuł „Gmina Przyjazna Środowisku” (przyznany przez Prezydenta RP Lecha Kaczyńskiego 11 lipca 2006)[123].